# عبدالله بن طاهر
عَبدالله بن طاهر (۱۸۲–۲۳۰ هجری قمری / ۷۹۸–۸۴۴ میلادی) سومین امیر طاهری و از سرداران ایرانی‌تبار مأمون، خلیفه عباسی بود. وی نخست با سرکوب شورشیان در شام و مصر، قدرت مأمون را در آن نواحی تثبیت کرد و پس از مرگ حاکمان خراسان بزرگ، طلحه بن طاهر و علی بن طاهر و تاخت و تاز گستردهٔ خوارج در آن ناحیه، به فرمان مأمون حکومت خراسان را به دست گرفت، و توانست ثبات را به شرق خلافت بازگرداند و طاهریان را به اوج قدرت رسانید. پس از مرگ پدرش طاهر بن حسین تا پایان عمر، در دوره مأمون و حتی مُعتَصِم، یکی از مقتدرترین شخصیت‌های سیاسی و نظامی پس از خلیفه بود.
عبدالله پیش از حکومت از نزدیکان مأمون و مورد توجه و علاقهٔ وی بود و پس از مراجعت طاهر به خراسان، در بغداد ماند و مناصب طاهر را عهده‌دار شد. عبدالله در سال ۲۰۶ ه‍.ق/۸۲۱ م از سمت مأمون، مأمور به سرکوب شورش نَصر بن شَبَث در رِقه گشت که پیش از آن چندین سال طاهر بن حسین را به خود مشغول نگه داشته بود. عبدالله پس از وصول به رقه، به شدت به مقابله با نصر برخاست و وی را در محاصره گرفت و سرانجام با درگیری‌های نظامی و فشارهایی که بر نصر وارد ساخت، در سال ۲۰۸ ه‍.ق/۸۲۴ م، نصر را به تسلیم واداشت و او را به بغداد نزد مأمون فرستاد و قلعهٔ کیسوم، که مقر وی بود، را نیز ویران ساخت. عبدالله پس از این موفقیت، مأمور به سامان دادن به اوضاع مصر و سرکوب شورش‌های آنجا شد. او در سال ۲۱۰ یا ۲۱۱ ه‍.ق عازم مصر شد. ابتدا به سمت علی بن عبدالعزیز جِروی که مصر سفلی و حوزهٔ شرقی را تحت سلطه داشت، حرکت کرد که او با وقوف بر تحرکات عبدالله، به نزد وی رفت و اظهار اطاعت و بندگی در برابر خلیفه نمود. عبدالله سپس به سمت عبیدالله بن سریٰ روان شد و لشکرش را در طی نبردی درهم شکست و او را در شهر فسطاط محاصره نمود که پس از مدتی، عبیدالله تسلیم عبدالله شد و در سال ۲۱۱ ه‍.ق/۸۲۶ م به نزد مأمون فرستاده شد. عبدالله پس از ارسال گزارش پیروزی خود برای مأمون، با هدف فتح اسکندریه که در کنترل شورشیان اهل قرطبه بود، حرکت کرد و آنان نیز با وقوف بر پیروزی‌ها و حرکت عبدالله به سمت خود، آن شهر را ترک گفتند و به کرت مراجعت کردند و بدین ترتیب عبدالله در این مأموریت پیروزی بزرگی را کسب کرد و آرامش را به مصر بازگرداند.
عبدالله در سال ۲۱۲ ه‍.ق/۸۲۷ م وارد بغداد شد و مورد تجلیل و تشویق و الطاف مأمون قرار گرفت. پس از گذر مدتی از اقامت عبدالله در بغداد و گسترش تحرکات بابک خرمدین و شکست و قتل سرداران مأمون، عبدالله برای دفع این شورش به دینور گسیل شد اما با وخامت اوضاع خراسان بزرگ، حکومت خراسان توسط مأمون به عبدالله واگذار شد و وی عازم آن ناحیه شد تا با بدست‌گیری قدرت در آن ناحیه، آرامش را بر بخش شرقی خلافت مسلط گرداند. عبدالله پس از رسیدن به خراسان، در سال ۲۱۵ ه‍.ق/۸۳۰ م نیشابور را پایتخت خویش قرار داد و حکمرانی‌اش را آغاز نمود و به مقابله جدی با خوارج سیستان و خراسان برخاست. وی موفق به بازگرداندن آرامش به خراسان و پاکسازی خوارج از آن ناحیه گردید اما نتوانست آرامش را به‌طور کامل به سیستان بازگرداند و این سرزمین تا مدت‌ها شاهد تاخت‌وتاز این گروه بود، اگرچه اقدامات عبدالله و دیگر طاهریان موجبات سقوط خوارج را در آینده فراهم آورد. در سال ۲۱۸ ه‍.ق/۸۳۳ م، مأمون وفات یافت و معتصم خلافت را به دست گرفت. روابط عبدالله و معتصم در ابتدا به علت حسادت معتصم، تیره بود، اما پس از مدتی به علت خدمات عبدالله در جهت سرکوب شورش‌ها و همچنین ناتوانی معتصم در تحدید قدرت عبدالله، روابط این دو نیکو گشت و معتصم حکومت عبدالله را پذیرفت. عبدالله به ترتیب در سال‌های ۲۱۹ ه‍.ق/۸۳۴ م و ۲۲۴ ه‍.ق/۸۳۸ م، شورش‌های محمد بن قاسم بن علی علوی و مازیار را در طالقان و طبرستان سرکوب نمود و آنان را به نزد معتصم فرستاد که محمد محبوس و مازیار کشته شد. عبدالله همچنین رقابتی سخت با یکی از سرداران بزرگ خلیفه به نام افشین داشت که سرانجام در اثر گزارش‌های او بر علیه افشین در نزد خلیفه و جاسوسان خلیفه، افشین مجرم شناخته شد و در سال ۲۲۶ ه‍.ق/۸۴۱ م محبوس یا اعدام گشت.
عبدالله در سال ۲۳۰ ه‍.ق / ۸۴۴ م در اثر بیماری و در ۴۸ سالگی درگذشت و در مقبرهٔ خانوادگی‌اش که در نیشابور قرار داشت، دفن شد. کسانی چون اکبری، مفتخری و زرین‌کوب در آثارشان، وی را شخصی عادل و جدی در امر حکومت می‌دانند که همیشه در پی اجرای عدالت و احقاق حق رعایا و خدمت به آنان بود و در این راه حتی از گناه اطرافیان خویش نیز چشم‌پوشی نمی‌کرد، چنان‌که محمد بن حمید طاهری را با علم به ظلم در حق رعایا عزل نمود و یکی از بستگانش را به علت ظلم در حق فردی زرتشتی توبیخ کرد. وی در دورهٔ حکومت خویش به اصلاحات عمده‌ای در زمینه‌های مختلف دست زد که شاخص‌ترینشان در زمینهٔ کشاورزی، آبیاری و خدمات عمرانی بود که موجب حل اختلافات میان مردم و رونق دوبارهٔ کشاورزی در سرزمین خراسان شد. او همچنین در زمینهٔ گسترش و نشر علم، تلاش زیادی کرد و آموزش عمومی را در حکومت خویش دنبال نمود. علاوه بر آن، وی با سرکوب خوارج در خراسان آرامش را بدان ناحیه بازگرداند که موجب رونق آن سرزمین شد. بر طبق گزارش‌ها، او رفتاری نیکو با غیرمسلمانان را در پیش گرفت و حتی از آنان در امور حکومتی و جمع یارانش بهره جست. اگرچه اخلاق وی را با علویان مناسب نمی‌دانند اما بعضی معتقدند که وی در راستای اطاعت از خلیفه و برقراری آرامش، مجبور به بعضی سخت‌گیری‌ها در حق علویان بود اما همیشه احترام آنان را حفظ می‌کرد و حتی با برخی از آنان روابط دوستانه داشت. وی را شخصی علاقه‌مند به شعر و علم می‌دانند که در جهت ترویج آن‌ها تلاش می‌نمود و به عالمان احترام گذاشته و شاعران را می‌نواخت. علاوه بر آن، وی را شخصی ثروتمند و مقتدر می‌دانند که حکومتی استوار برای نوادگانش برجای گذاشت.

## نسب و پیشینهٔ پدران عبدالله
مجموعه روایاتی پیرامون نسب طاهر بن حسین، پدر عبدالله بیان شده است که به کمک آن می‌توانیم از پیشینه و نسب عبدالله نیز اطلاع یابیم. بر اساس این روایات، نسب طاهر به یکی از دو شکل ذیل است: طاهر بن حسین بن مُصعَب بن رُزَیق بن ماهان یا طاهر بن حسین بن مصعب بن زَریق بن اَسعَد بن زادان. طاهریان دارای‌تبار ایرانی بودند و لقب خُزاعی را به سبب این که از موالی قبیلهٔ خزاعه بودند، به‌دست آورده‌اند. به همین سبب، نسب خود را به قبیلهٔ خزاعه که در دوران دعوت پیامبر از قبایل بزرگ مکه بودند، می‌رساندند. عده‌ای از راویان و مورخان از یک سو و طاهریان نیز از سمتی دیگر خاندان طاهری را منسوب به رستم، پهلوان ایرانی و منوچهر، پادشاه ایرانی می‌دانستند. مورخان بر این عقیده‌اند که علت این نسب سازی‌ها، اهمیت نسب و ریشه هر خاندان در آن دوره بوده است که طاهریان و به‌طور ویژه طاهر با تلاش‌های هوادارانشان، توانستند از این راه حمایت و دوستی خاندان‌های محلی را جلب کنند و از این طریق نفوذ و میزان قدرت خویش را افزایش دهند.
بر اساس روایاتی که مطرح شده است، رزیق، جد طاهر، از موالی طلحه بن عبدالله خزاعی معروف به «طلحه الطَلْحات» بوده که این شخص امارت سیستان را در اواخر سدهٔ اول هجری/ هفتم میلادی یا اوایل حکومت عباسیان، بر عهده داشته است. مُصعب، نیای طاهر، نیز در آغاز جنبش عباسیان به آنان پیوست و به عنوان دبیر در خدمت یکی از داعیان عباسی به نام سُلیمان بن کَثیر خُزاعی درآمده است. پس از پیروزی عباسیان، مصعب به پاداش خدمات خود و خاندانش از سوی عباسیان، امارت هرات و پوشنگ را عهده‌دار گردید. در سال ۱۶۰ ه‍.ق/ ۷۷۶ م که مصادف با خلافت مهدی عباسی بود، در نواحی تحت حکومت مصعب، شورشی به رهبری یوسف بن ابراهیم ثَقَفی صورت گرفت که به سبب آن مصعب از قلمرو خود رانده شد. اما در دورهٔ هارون الرشید و به فرمان او، حکومت پُوشَنگ به حسین، پدر طاهر، واگذار گردید. پس از پدر نیز، طاهر عهده‌دار این سمت گشت.

## اوضاع خلافت عباسی در اوایل سدهٔ سوم هجری

### جنگ امین و مأمون و و قدرت یافتن طاهریان
پس از مرگ هارون الرشید، جنگ میان امین و مأمون، آغازگر وقایع مهم و تأثیرگذار بر وضعیت خلافت عباسی در قرن سوم هجری بود. چنان‌که پس از سلسله کشمکش و نزاع‌هایی میان دو برادر، مأمون، نام امین را از خطبه نماز جمعه و سکه‌هایی که در خراسان ضرب می‌شد، برداشت و نیز خود را با لقب «امام الهُدی» معرفی کرد. در مرحلهٔ نهایی اختلافات، به دستور امین، سکه‌هایی که توسط مأمون ضرب شده بود و نام خلیفه بر روی آن نبود، به رسمیت شناخته نشد و از رونق افتاد و در طرف مقابل، مأمون تمام راه‌های میان عراق و خراسان را بست و ارتباطش را با پایتخت قطع، با تمام تصمیمات امین مخالفت و اعلام کرد که دیگر از او پیروی نمی‌کند؛ در نتیجه، خلافت اسلامی به صحنهٔ نبرد دو مدعی تبدیل شد. با بروز جنگ، طاهر عهده‌دار فرماندهی بخشی از سپاه از جانب مأمون شد و به کنشگری فعال و عنصری مهم در روند تصاحب قدرت توسط مأمون تبدیل گشت. در نبرد ری، سپاه امین از طاهر شکست یافت و فرمانده‌اش، علی بن عیسی بن ماهان، کشته شد. سپس، طاهر به مقابله با لشکرهایی که به صورت پیاپی از سمت امین گسیل می‌گشتند، پرداخت. طاهر و هرثمه بن اعین، دو سردار مأمون، به وسیلهٔ لشکریانی که در اختیار داشتند، در سال ۱۹۷ ه‍.ق/۸۱۲ م، به محاصرهٔ اطراف بغداد مشغول گشتند و با شدت بخشیدن به این محاصره، فشار را بر لشکریان امین افزون کردند. در محرم سال ۱۹۸ ه‍.ق/ ۸۱۳ م، طاهر بر شدت حملات خود افزود و محلات بغداد را یکی پس از دیگری فتح کرد و سرانجام بغداد، در همین زمان فتح گردید و امین توسط طاهر کشته و مأمون خلیفه کل خلافت عباسی شد.
مأمون، در ابتدای خلافت با بروز شخصیتی دانشورانه، پیروی خود از برخی از علویان و نیاکان عباسی را اظهار کرد و تبعیت از قرآن و سنت را به عنوان نقشهٔ راه خویش اعلام نمود. پس از بروز اختلاف با بغداد نیز برای بار نخست در میان خلفای عباسی، لقب «امام» را برای خویشتن برگزید. هرچند مأمون با این پیروزی بر کل قلمرو خلافت عباسی استیلا یافت، با این حال شرایط برای پذیرش خلافت او در بغداد و برخی نواحی دیگر مهیا نبود و بزرگان عباسی، خُبرگان سیاسی و برخی از مردم علیه سلطه خاندان فَضل بن سَهْل شوریدند؛ بنابراین، مأمون تا چند سال در مرو باقی ماند و فقط بعد از ماجرای طرح خلافت ابراهیم بن مهدی از سوی خاندان عباسی، مجبور به حضور در بغداد شد. با به خلافت رسیدن مأمون، صاحب منصبان ایرانی‌تبار مناصب مهم در ادارهٔ حکومت را به دست آوردند. قسمت زیادی از غرب و شرق خلافت تحت تسلط افرادی همچون حسن بن سهل و طاهر بن حسین درآمد و فضل بن سهل نیز ادارهٔ عمده امور را بر عهده گرفت. اگرچه همین مسئله به زودی منجر به ایجاد شکاف میان این بزرگان شد و به اقداماتی علیه یکدیگر دست یازیدند، اما با این حال
سرانجام به علت تمایل مأمون برای واگذاری خراسان به طاهر و همچنین تلاش بی‌وقفهٔ طاهر و اطرافیانش، به خصوص وزیر مأمون، احمد بن اَبی‌خالِد اَحْوَل، حکومت خراسان بزرگ و ایالات شرقی در سال ۲۰۵ ه‍.ق/ ۸۲۱ م به طاهر واگذار شد. طاهر که مُتِرَصِد فرصتی مناسب برای اعلام استقلال بود، تنش موجود را دستاویزی قرار داد و یک سال و شش ماه پس از حکومت خود بر خراسان، در سال ۲۰۷ ه‍.ق/ ۸۲۲ م با حذف نام خلیفه از خطبهٔ نماز جمعه، استقلال حکومت خود را اعلام کرد. طاهر در همان شبی که نام مأمون را از خطبه حذف کرد یا مدت کوتاهی پس از آن در سال ۲۰۷ ه‍.ق/ ۸۲۲ م، درگذشت. بدین ترتیب از مهم‌ترین نتایج جنگ میان امین و مأمون و درگیری میان وزیران و سرداران، امارت و سپس اعلام استقلال طاهر بن حسین و فرمانروایی فرزندان و نوادگانش در خراسان بود، که منجر به استقلال نسبتاً زیاد قسمت شرقی خلافت از پایتخت شد و با حکومت طاهریان بر سرزمین‌های وسیع شرقی، دوره‌ای جدید در تاریخ سیاسی حکومت‌های ایران رقم خورد که بعدها منجر به شکل‌گیری حرکت‌های استقلال‌طلبانه و در نتیجه پیدایش حکومت‌های متعدد نیمه‌مستقل و مستقل موسوم، به امارت اِسْتِکفا، شد. در کنار آن، عده‌ای دیگر از خاندان طاهری نیز به مدت چندین دهه، در قالب عاملان پلیس بغداد یا شُرطه به ایفای وظیفه و اعمال نقش و قدرت در مرکز خلافت عباسی پرداختند.

### شورش‌ها علیه مأمون
در ادامهٔ سیر وقایع، در شرق تحولات مهمی روی داد. اگرچه مأمون قدرت تام را در ولایات شرقی در اختیار داشت اما منطقه‌ای نسبتاً کوچک در اختیار بابک قرار داشت. او به همکاری با خرمدینان پرداخت و در سال ۲۰۱ ه‍.ق/ ۸۱۶ م، اقدام به شورش در آذربایجان کرد و با بهره‌گیری از پایگاه‌های کوهستانی خویش، نیروهایی که با هدف مقابله با وی از سمت حکومت مرکزی گسیل می‌شدند را در اجرای مأموریتشان ناکام می‌گذاشت. اما در غرب خلافت نیز مأمون با مسائل گوناگونی مواجه شده بود. پس از پیروزی بر امین و نصب حسن بن سهل بر حکومت عراق، به یکباره قیام شیعی ابوالسَرایا در حمایت از ابن طباطبای حسنی به وقوع پیوست که به دشواری و با یاری گرفتن حسن بن سهل از هَرثمه بن اَعْیَن سرکوب شد و ابوالسرایا نیز به قتل رسید. البته اقدامات مأمون از جمله ولایت عهدی علی بن موسی‌الرضا، امام هشتم شیعه، طغیان عراقیان وفادار به خلافت علیه قدرت یابی علویان و تسلط ایرانیان، به‌ویژه اهالی خراسان، بر امور حکومت را در پی داشت، که به صورت رویگردانی عباسیانِ مستقر در بغداد از مأمون و نصب عمویش، ابراهیم بن مهدی، به خلافت نمودار شد. به علت وخامت اوضاع، مأمون به سوی بغداد حرکت کرد و بنابر برخی روایات نقشهٔ قتل فضل بن سهل (۲۰۲ ه‍.ق/ ۸۱۸ م) و علی بن موسی‌الرضا را طراحی و عملی کرد، تا به مخالفت‌ها علیه خود پایان دهد. مأمون پس از انجام این اعمال، با نگارش نامه‌ای در صدد دلجویی از مردم بغداد و خاندان بنی‌عباس برآمد. اما با بی‌توجهی آنان، به سمت بغداد حرکت کرد و طاهر را نیز همراه با سپاهیانش برای افزایش شوکت و قدرت خود از رِقه فراخواند. طاهر به سرعت حرکت کرد و خود را در نَهْرَوان به مأمون رساند و در سال ۲۰۴ ه‍.ق / ۸۱۹ م به اتفاق یکدیگر وارد بغداد شدند. این حادثه آغازگر روابط حسنه میان طاهر و خلیفه گشت. در همین دوران به پیشنهاد طاهر، بار دیگر مأمون، جامهٔ سبز علوی را کنار گذاشت و جامهٔ سیاه بنی‌عباس را به تن کرد و بدین ترتیب پیوند خود را با این خاندان تجدید کرد. یکی دیگر از دغدغه‌های مأمون در غرب خلافت، تسلط بر اوضاع مصر و برقراری آرامش در آن ناحیه بود که از سال ۱۸۲ ه‍.ق/ ۷۹۸ م با ورود پناهندگانی از قُرطَبه دستخوش ناآرامی‌های متعددی شده‌بود که ظاهراً علت ناآرامی‌ها و قیام‌های شکل گرفته در این سرزمین را باید در نظام شدید و طاقت‌فرسای مالیاتی جستجو کرد. از آخرین شورش‌های رخ داده از این سنخ، می‌توان به شورش قِبطی‌های دلتای نیل اشاره کرد که سرکوب آن با دشواری‌های بسیار و وقوع نبردهای خشن و بی‌رحمانه صورت پذیرفت. پس از آن نیز، خلیفه که در شام اقامت داشت، در محرم سال ۲۱۸ ه‍.ق/ ۸۳۲ م شخصاً عازم مصر شد تا اوضاع آن ناحیه را که عاملانش موفق به تسلط بر آن نشده‌بودند، سامان دهد. علاوه بر آن مأمون خود را ملزم به دفاع از مرزهای اسلام در برابر امپراتوری بیزانس می‌دانست، که موفق به بازپس‌گیری هِراکلیا از مسلمانان شده‌بود. وی در نظر داشت که بار دیگر به مقابله با آنان برخیزد اما وفات یافت.

## آغاز کار عبدالله
عبدالله بن طاهر در سال ۱۸۲ ه‍.ق/ ۷۹۸ م متولد گشت. پرورش او از آغاز خردسالی در نزد عالمان به‌نام صورت پذیرفت که موجب دستیابی او به درجه‌ای رفیع در ادبیات عرب و علوم عصر خویش شد. سپری‌شدن دوران جوانی وی از زمانی که بیش از بیست سال نداشت، نزد مأمون که در مرو استقرار داشت، موجب پدیدار شدن اُلفتی از سوی مأمون به وی شد که تا پایان حکومت مأمون نیز پایدار ماند. نقطهٔ آغاز پدیدار شدن عبدالله در منابع را، مربوط به ماجرای ولایتعهدی علی بن موسی‌الرضا می‌دانند که او نیز در زمرهٔ شاهدان عهدنامهٔ مأمون با علی بن موسی‌الرضا قرار داشت. پذیرش این مطلب، درک سخن مأمون پیرامون عبدالله را آسان می‌سازد که او را ستایش کرده و دست‌پروردهٔ خویش خوانده است. مأمون به علت علاقه به عبدالله، همواره او را ستایش می‌نمود و وی را فردی بردبار، پرهیزکار و جوانمرد توصیف می‌نمود. عبدالله از همراهان مأمون در هنگام بازگشت به بغداد بود و در مجالس خصوصی وی جای داشت و صمیمیت و نزدیکی عبدالله با مأمون به جایی رسید که وی منصب حاجب مخصوص مأمون را به همراه اختیارات فراوان در اختیار گرفت. با مراجعت طاهر به خراسان، عبدالله متصدی تمامی مناصب او در بغداد در کنار حکومت شام تا مصر شد و در نزد مأمون ماند. سِمت‌هایی که از طاهر به عبدالله رسید، عبارت بود از، ریاست شرطهٔ بغداد؛ نظارت بر امور دیوان‌ها؛ مسئول جمع‌آوری خراج سواد عراق و فرماندهی سپاه بود. او به علت ارتکاب خطایی در بغداد ــ مست کردن و سوزاندن خانه خود ــ، توسط طاهر سرزنش شد و به خراسان فراخوانده شد اما با شفاعت مأمون، مورد عفو پدر قرار گرفت.

## سرکوب شورش نصر بن شبث

### انتخاب عبدالله
سرانجام عبدالله در اولین مأموریت مهم خویش، به دستور مأمون، ماٰمور به دفع شورش نَصر بن شَبَث در رقه شد. بنابر نقلی دیگر، طاهر، عبدالله را مأمور به این کار کرد.
در این باره نکته‌ای قابل توجه است، بدین صورت که در برخی از منابع به جانشینی عبدالله به جای پدر در رقه هنگام ورود طاهر به بغداد، اشاره شده است که شرکت عبدالله در جریان محاصرهٔ بغداد توسط طاهر و سپس همراهی با وی در عزیمت به رقه، مستلزم اثبات این روایت است اما بنابر شواهدی دقیق‌تر، او مأمون را در ورود به بغداد همراهی کرد و جانشین طاهر در رقه پس از پیوستن او به مأمون، یحیی بن مَعاذ بوده است. مشورت مأمون با طاهر پیرامون برگزیدن عبدالله به حکومت مصر و رویارویی با نصر بن شبث نیز می‌تواند نمایانگر نخستین مأموریت جدی عبدالله بوده باشد. طاهر عبدالله را به صفات شجاعت و سخاوت توصیف کرد و سپس، مأمون به عبدالله گفت: «من تو را از آنچه پدرت درباره‌ات گفته، برتر می‌بینم» و مدتی است دربارهٔ فرستادن تو به حکومت مصر و نبرد با نصر بن شبث استخاره کرده‌ام؛ بنابراین، خداوند تو را برای این کار برگزیده است. عبدالله نیز پس از واگذاری تمامی مناصب خویش به اسحاق بن ابراهیم، پسر عموی خود، در میان بدرقهٔ بسیاری از بزرگان، در سال ۲۰۶ ه‍.ق/۸۲۱ م به سمت رقه حرکت کرد.

### پیشینهٔ شورش نصر بن شبث
نصر بن شبث جنبش خود را در ربیع‌الاول سال ۱۹۹ ه‍.ق/ ۸۱۴ م در اعتراض به قتل امین آغاز کرد و با تسلط بر بخش شرقی رود فرات و قلعهٔ کیسوم، چندین سال در برابر طاهر بن حسین و عبدالله بن طاهر پایداری کرد. مأمون با بخشیدن امارت سرزمین‌های موصل، جزیره، شام و مغرب به طاهر، وی را مأمور سرکوب شورش نصر بن شبث (۱۹۹ ه‍.ق تا ۲۰۹ ه‍.ق/ ۸۲۴ م) در آن دیار کرد. طاهر، با وجود نارضایتی از تصمیم خلیفه، به آن سمت حرکت کرد و مقر خود را در رقه قرار داد و از ۱۹۹ ه‍.ق تا ۲۰۴ ه‍.ق در آنجا بود. طاهر برای به نمایش گذاشتن نارضایتی اش از خلیفه، در انجام مأموریت خود که سرکوب شورش نصر بن شبث بود، سستی ورزید و اقدامی جدی در این زمینه انجام نداد و فقط به محاصرهٔ نصر در قلعه‌ای بسنده کرد، تا سرانجام به دستور مأمون، فرزند طاهر، عبدالله، مأمور سرکوب شورش گردید و طاهر در سال ۲۰۴ ه‍.ق به عراق مراجعت کرد. البته در طولانی شدن روند ده ساله سرکوب نصر، باید به نقش حسن بن سهل نیز اشاره کرد که به علت اختلاف با طاهر، از ارسال هرگونه کمک و پشتیبانی برای وی خودداری کرد و وی را به حال خود واگذاشت.

### رویارویی عبدالله با نصر بن شبث
عبدالله نیز پنج سال دیگر در جهت به زانو درآوردن نصر بن شبث صرف نمود و در مدت زمانی که وی قلعهٔ کیسوم را تحت محاصرهٔ خویش قرار داده بود، طاهر درگذشت. اگرچه مأمون برای جلوگیری از هرگونه خطر احتمالی، عبدالله بن طاهر را که در آن زمان مشغول نبرد با نصر بن شبث بود، از مرگ پدر باخبر ننمود و پس از اطلاع عبدالله از این واقعه، مأمون، نگرانی و تاسف عبدالله در حین جنگ را به عنوان دلیلی برای این عمل خود بیان کرد. او سپس جهت اظهار همدردی با وی، نامهٔ تسلیت خود را برایش ارسال نمود و از خدا درخواست نمود تا عبدالله موفق به کسب جایگاه طاهر نسبت به خلیفه و تمام مسلمانان گردد. عبدالله برای کسب پیروزی در نبرد فشار خود را بر نصر افزون کرد، به‌طوری‌که بسیاری از بزرگان سپاه نصر از بین رفتند و با این کار چاره‌ای در برابرش جز تسلیم باقی نماند. نصر شرایطی را در پاسخ به امان‌نامهٔ مأمون تعیین کرد که مورد پذیرش مأمون قرار نگرفت. عبدالله نیز به‌ناچار به علت دریافت نامه‌ای تهدیدآمیز از مأمون مبنی بر اتهام مسامحه در کار نصر، بیش از پیش بر حملات خویش افزود، به‌طوری که گزارش‌های باقی مانده حاکی از نبردهای شدید عبدالله با نصر است. عبدالله با استفاده از ابزار محاصره سعی در تسلط بر قلعهٔ کیسوم و ضبط تمامی اموال نصر را داشت. عبدالله پس از پیروزی با نگارش امان‌نامه‌ای به نصر که حاوی تهدیداتی نیز بود، او را به بخشش توسط مأمون امیدوار کرد و نصر نیز با رؤیت نامه، بی‌درنگ تسلیم شد. عبدالله، نصر را به همراه محمد بن حسن بن مُصعَب در پایان سال ۲۰۹ ه‍.ق/ ۸۲۴ م به بغداد فرستاد و قلعهٔ کیسوم را نیز تخریب کرد. بنابر روایت طبری، نصر بن شبث در سال ۲۰۹ ه‍.ق با تعیین شرایطی از مأمون امان خواست و او نیز همهٔ شروط به غیر یکی را قبول کرد و قبول آن یک شرط را منوط به عزیمت نصر بن شبث به بغداد دانست. نصر نیز در ۷ صفر سال ۲۱۰ ه‍.ق وارد بغداد شد. به جهت اهمیت این پیروزی قصیده‌ای طولانی در ستایش عبدالله توسط شاعر همراه او، عوف بن مُلحِّم خزاعی، سروده شد. عبدالله پس از کسب این پیروزی به رقه مراجعت نمود.

## بهبود اوضاع مصر

### دست یافتن بر محمد بن یزید و رسیدگی به اوضاع دمشق
عبدالله پس از مدتی، با کسب مأموریتی از جانب مأمون مبنی بر سرکوب شورش ابن سری و آرام کردن اوضاع مصر، در سال ۲۱۰ ه‍.ق یا ۲۱۱ ه‍. ق، عازم آن ناحیه شد. او در مسیر عزیمتش به مصر، آرامش را به دمشق و نواحی مجاور آن بازگرداند و همچنین بر دشمن خود، محمد بن یزید اُموی، دست پیدا کرد. این شخص پیش از آن، عبدالله را به موجب سرودن قصیده‌ای در مُباهات به طاهر، هدف توهین و ناسزا قرار داده بود و حال با تسلیم شدن به وی، در مقام عذرخواهی برآمد و با گریز به یکی از ابیات قصیدهٔ عبدالله که بزرگواری پدرش را برتر از همه بیان کرده بود، دلیل اقدامش را تعصب عربیش نسبت به طاهر عجم بیان کرد و طلب عفو نمود. عبدالله نیز از گناهانش چشم‌پوشی کرد و وی را مورد مرحمت قرار داد. همچنین روایت ابن عَساکِر از بذل و بخشش‌های عبدالله در دمشق موجود است. وی همچنین علما را مورد توجه ویژهٔ خویش قرار داد و با وصول به شام که مصادف با ماه رمضان شد، نظر و اِسْتِفْتا علما آنجا را پیرامون روزه جویا شد و تکریمشان را به اطرافیان خویش نیز متذکر شد. در مسیر حرکت او در شام، شهرها به اطاعت از وی گردن نهادند و قلعه‌ها به فرمانش ویران گشتند و مردم نیز در سایهٔ امان او، از بند خراج رها شدند که این اقدامات، آوازهٔ او را بلند گردانید و شوکتش را افزون کرد که در نتیجهٔ آن، وی را در مصر با آغوش باز پذیرا شدند و شخصی به نام یونس بن عبدالاعلی در سخنانی وی را ستایش نمود.

### رویارویی با علی بن عبدالعزیز جروی و عبیدالله بن سری
مصادف با ورود عبدالله به مصر، این ناحیه دستخوش نزاع چندین ساله میان محمد بن سَریٰ و علی بن عبدالعزیز جروی بود. شرایط موجود، زمینهٔ هجوم اقوامی از اندلس به خاک مصر را فراهم آورده بود و عبدالله نیز به دستور مأمون، مأموریت خویش را از آغاز با هدف بهبود اوضاع مصر دنبال کرد، اما فتنهٔ نصر بن شبث، وی را به مدت پنج سال در رقه ماندگار کرد. در تمامی این سال‌ها، مصر دستخوش آشوب و بحران بود که همین امر موجب ارسال فوری عبدالله به مصر از سمت مأمون، برای کنترل اوضاع آن ناحیه شد. با مرگ محمد بن سری، عبیدالله، برادرش که فسطاط و غرب مصر را نیز تحت سیطرهٔ خویش داشت، از جانب مأمون در سال ۲۰۶ ه‍.ق/ ۸۲۱ م به حکومت مصر گماشته شد، اما از اطاعت مأمون سر باز زد. در این زمان علی بن عبدالعزیز جروی بر مصر سُفلی و حوزهٔ شرقی تسلط داشت. شهرت فتوحات عبدالله موجب شد که پس از ورود وی و لشکریانش به مصر، علی بن عبدالعزیز جروی در طی ملاقاتی با وی در جنوب مصر، اطاعت همیشگی خود و پدرش از خلیفه را اعلام نماید.
پس از این واقعه، عبدالله عازم نبرد با عبیدالله بن سری شد. او یکی از سرداران خویش را پیشتر فرستاد و خود به دنبال وی برای نبرد با عبیدالله گسیل گشت. سرانجام او با یک حملهٔ سراسری لشکریان عبیدالله را درهم شکست، به‌طوری که تعدادی زیادی از آنان طلب امان کردند. عبدالله سپس عبیدالله را در فسطاط به محاصره گرفت و اشعاری را در نزدیکی پیروزی خویش سرود. با نزدیک شدن شکست، عبیدالله هزار پسر و دختر را به همراه یک میلیون دینار و به منظور خشنودی عبدالله بن طاهر، به نزد وی ارسال کرد اما عبدالله از قبول آن امتناع کرد و نامه‌ای نیز به شرح زیر به وی نگاشت:
... اگر هدیه تو را در روز می‌پذیرفتم، در شب نیز قبول خواهم کرد. شما مردم، خود به این هدایا شاد شوید که من لشکری بی‌شمار که هیچ با آن نتوان مقاومت کرد، سوی شما خواهم فرستاد …
همزمانی این نامه با ضعف ابن سری موجب شد تا طلب امان کند و بنا بر نقل یعقوبی، شرطی نیز برای تسلیم تعیین نمود، بدین شرح که هرآنچه از اموال جمع‌آوری کرده، از آن وی باشد که این شرط مورد پذیرش عبدالله قرار گرفت و حتی اعلام کرد که حاضر به گذاشتن گونهٔ خویش بر زمین به منظور اجتناب از هرگونه خونریزی بوده است. اگرچه ابن تَغَری بِردی هیچگونه شرطی را برای تسلیم عبیدالله ذکر نکرده است. اگرچه عبدالله بنابر صفت همیشگی خویش در راستای جذب قلوب دشمنانش، هدایایی را به آنان اهدا می‌کرد. با شهادت فقها و بزرگان مصر بر امان‌نامهٔ عبیدالله، او در بیست و چهارم صفر سال ۲۱۱ ه‍.ق/ ۸۲۶ م تسلیم عبدالله بن طاهر شد و عبدالله با بخشش ده هزار دینار به وی، او را به سمت مأمون گسیل نمود.

### بازگرداندن آرامش به اسکندریه و سراسر مصر
ای بخشنده‌ترین مردم در وقت قدرت… و ای کسی که به آسانی گره‌های سختی زمانه را هنگامی که کمبودها و فشارها بر قومی به طول می‌انجامد، باز می‌کنی. دست تو از بخشش به شخص خطاکار و قاتل خالی نمی‌شود، اگر در رود نیل به جای آب، طلا جریان داشت، یک مثقال از بخشش تو را نشان نمی‌داد. اگر من از تو در اندیشه بودم، به من منت گذاشته‌ای و تشکر و سپاس من از صمیم قلب نثارت باد.

اکبری، تاریخ حکومت طاهریان از آغاز تا انجام، ۱۸۱.
با پیروزی بر ابن سری، عبدالله وارد فسطاط شد و پس از ارسال گزارش فتح مصر برای مأمون، با هدف تسخیر اسکندریه، بدان ناحیه حرکت کرد. شورشیانی که پیش از این، حرکت عظیمشان در قرطبه توسط حَکَم بن هُشام اموی شکست یافته بود، با کوچ به مصر و بهره‌گیری از نبردهای داخلی حاکم بر آن، اسکندریه را به تصرف خویش درآوردند و وارد نبردهای جاری نیز شدند. اما آوازه و شهرت عبدالله بن طاهر به گونه‌ای رواج یافته بود که با حرکت او به سمت اسکندریه، اندلسی‌ها امان خواستند و در ربیع الاول سال ۲۱۲ ه‍.ق/ ۸۲۷ م اسکندریه را با هدف جزیرهٔ کرت ترک گفتند. بسیاری از بزرگان موفقیت عبدالله در بازگرداندن آرامش به مصر را تبریک گفتند و مأمون نیز از این امر اظهار خرسندی نمود و نامه‌ای به عبدالله نگارش نمود که در آن شدت علاقهٔ خویش به وی را به نمایش گذاشت.

### عبدالله در مصر
مأمون به مناسبت موفقیت عبدالله در مأموریتش، خراج مصر را که برابر با سه میلیون درهم بود، به عبدالله بخشید اما او با بلندهمتی از قبول آن اجتناب کرد. وی سپس بر بالای منبر رفت و تمامی آن اموال را بخشید. مأمون از بخشش‌های عبدالله در مصر به شگفت آمد و در جمع نزدیکانش عبدالله را اینگونه ستود که امور مصر با تمامی اموالش را به وی محول کردم و از اموال بسیاری که از عبیدالله بن سری به دست آورده بود، فقط ده هزار دینار و سه اسب و دو خر با خود آورد و سپس او را بزرگوار، جوانمرد و با شرف توصیف کرد. عبدالله آنچنان به نیکی در مصر ستوده شد که وجودش را موجب خوشبختی مأمون به‌شمار می‌آوردند. شاعری حمصی به نام بَطین نیز در هنگام ورود عبدالله به مصر و برای خوشامد وی شعری سرود.
عبدالله پس از بهبود اوضاع مصر و نصب عیسی بن یزید جَلودی به عنوان نایب خویش در آنجا، پس از یک سال و پنج ماه اقامت در مصر، راه عراق را در پیش گرفت و در اواسط سال ۲۱۲ ه‍.ق/ ۸۲۷ م داخل بغداد شد.

## واگذاری حکومت خراسان به عبدالله بن طاهر

مسیر حرکت و قلمرو حکومت عبدالله بن طاهر در داخل خلافت عباسی؛ علاوه بر قلمرو مستقیم حکومت طاهریان، سرزمین‌های دیگری نیز به دستور خلیفه تابع عبدالله بودند و خراج خود را به وی می‌دادند.

ورود عبدالله به بغداد با شکوه و تشریفات ویژه همراه بود و بزرگ‌ترین شخصیت‌های سیاسی عباسی، مأمون و معتصم، در کنار مردم به پیشواز وی آمدند. پس از بازگشت آرامش به قسمت غربی خلافت در اثر اقدامات عبدالله، در سال ۲۱۳ ه‍.ق/ ۸۲۸ م، حکومت جزیره به عباس، فرزند مأمون، و حکومت شام و مصر به معتصم واگذار گردید و به هریک از آنان در کنار عبدالله، پانصد هزار دینار اهدا شد که این چنین بخششی تا این زمان سابقه نداشت. برابر بودن میزان پاداش عبدالله با عباس و معتصم، جایگاه ویژهٔ او و اعتبارش را در نزد مأمون را به تصویر می‌کشد.
در خصوص واگذاری حکومت خراسان به عبدالله، بنا بر روایتی از طبری، پس از مرگ طاهر، مأمون با نگارش نامه‌ای به عبدالله، مرگ وی را تسلیت گفت و طاهر و حکومتش را ستود. مأمون از عبدالله درخواست کرد که در رقه بماند و جنگ با نصر بن شبث را ادامه دهد و شخصی دیگر را به عنوان جانشین خویش در خراسان برگزیند. عبدالله نیز برادرش، طلحه را جانشین خویش در خراسان ساخت و مأمون، حکم حکومتش را توسط احمد بن ابی خالد و سپاهی که همراهش ساخت، برای وی ارسال کرد. عبدالله در سال ۲۱۳ هجری در بغداد بر مرگ برادرش، طلحه، وقوف یافت. بنا بر نقل اکثریت منابع عاملان مأمون، اسحاق بن ابراهیم و یحیی بن اَکْثَم، خبر مرگ طلحه را به عبدالله رساندند و به وی اختیار قبول حکومت خراسان را اعلام داشتند. اما این خبر غیرقابل پذیرش می‌نماید و احتمالاً ناشی از اختلاط با زمان مرگ علی بن طاهر مدتی پس از آن است؛ چرا که فاصلهٔ مرگ طلحه در سال ۲۱۳ ه‍.ق/ ۸۲۸ م تا زمان حرکت عبدالله به دینْوَر در سال ۲۱۴ ه‍.ق/ ۸۲۹ م، به یک سال می‌رسد و عدم وقوف عبدالله و مأمون بر مرگ طلحه، با وجود حساسیت اخبار خراسان، غیرقابل پذیرش می‌نماید. علاوه بر آن، عبدالله پس از غیبتی هفت ساله، در سال ۲۱۲ ه‍.ق/ ۸۲۷ م وارد بغداد شد و به علت علاقه به این شهر و عدم تمایل به حکومت خراسان، در کنار وقوف به حضور علی بن طاهر برای حکومت خراسان، جانشینی علی در خراسان پس از مرگ طلحه را بر حکومت آن ناحیه ترجیح داد. اما سرانجام با مرگ محمد بن حمید طوسی و پیروزی‌های بابک خرمدین، مأمون مُجاب به گسیل عبدالله به دینور شد.
در سال ۲۱۴ ه‍.ق/ ۸۲۹ م با کشته‌شدن محمد بن حمید طوسی، فرماندهٔ سپاهیان خلیفه، در نبرد با بابک، مأمون به‌ناچار عبدالله را به دینور برای مقابله با بابک گسیل کرد؛ لذا، گزارش ثَعالِبی، در خصوص فرمان حکومت عبدالله بر جبال و آذربایجان همزمان با برگزیدن معتصم به حکومت مصر غیرممکن می‌نماید. البته بنابر روایت زرین‌کوب، مأموریت یافتن عبدالله برای حرکت به سمت دینور و نبرد با خرمدینان در سال ۲۱۲ ه‍.ق به وقوع پیوست. اگرچه عبدالله با حرکت به سمت دینور و برگزیدن علی بن طاهر به جای خویشتن برای حکومت خراسان، عدم تمایل خود به حکومت بر آن سرزمین را به نمایش گذاشته بود، اما مدت کوتاهی پس از اقامت عبدالله در دینور، اسحاق بن ابراهیم و یحیی بن اکثم از سوی مأمون به نزد عبدالله آمدند و پیغام مأمون مبنی بر اختیار عبدالله در برگزیدن حکومت خراسان، آذربایجان یا جنگ با بابک خرمدین را به وی اعلام داشتند و عبدالله نیز در پاسخ حکومت خراسان را پذیرفت. باید این نکته را مدنظر قرار داد که شرایط حاکم بر خراسان در آن زمان، به گونه‌ای بیانگر ضرورت حضور عبدالله در آن ناحیه و در نتیجه، عدم اختیار و آزادی عمل او در برگزیدن و قبول یکی از پیشنهادهای مأمون بود، چرا که بر اساس گزارش ابن اَثیر، علی بن طاهر در نبرد با خوارج کشته شد و محمد بن حمید طاهری در مقابل آنان کاری از پیش نبرد و شابُشتی نیز حملهٔ خوارج به روستای حمرا و قتل بسیاری از زنان و کودکان را ذکر می‌کند که این اتفاقات موجب آشفتگی مأمون شد و همانگونه که ذکر شد، اسحاق بن ابراهیم و یحیی بن اکثم را به نزد عبدالله روانه کرد تا وی را برای حکومت خراسان قسم دهند، چرا که این ناحیه پس از دارالخلافه، مهم‌ترین بخش خلافت بوده است. پس می‌توان از این روایت چنین برداشت کرد که عبدالله در جهت اجرای فرمان مأمون، بهبود اوضاع خراسان و خارج‌نمودن حکومت از اختیار برادرانش، مُلزم به حرکت به سمت خراسان بوده است و به‌همین علت به سرعت خود را مهیای حرکت بدان ناحیه کرد و عازم آن سرزمین گشت. اگرچه به روایت نَفیسی، عبدالله در سال ۲۱۳ ه‍.ق حکومت خراسان را عهده‌دار شد. مأمون همچنین ولایات طبرستان، رویان، دماوند و ری را نیز ضمیمهٔ قلمروی عبدالله بن طاهر نمود.

## برگزیدن نیشابور به پایتختی
عبدالله پس از اخذ تصمیم خود مبنی بر عزیمت به خراسان، با شتاب تمام راه نیشابور را در پیش گرفت و به منظور دفع فتنهٔ خوارج، عبدالله بن عزیز بن نوح را پیش از خود، بدان ناحیه گسیل داشت و خود نیز مدتی در نیشابور به‌سر برد. وی سپس در سال ۲۱۵ ه‍.ق/ ۸۳۰ م، به مرو وارد شد و اقامتی کوتاه در آن شهر داشت، زیرا نیشابور را به عنوان پایتخت خویش برگزیده بود. طلحه و طاهر پیش از این، مرو را به عللی همچون پیشینهٔ تاریخی به عنوان شهری نظامی در عصر ساسانیان و امویان، موقعیت جغرافیایی و اقتصادی برجستهٔ آن، گسترش جمعیت آن به علت مهاجرت اقوام گوناگون عرب و اقامت والیان خراسان در آنجا و همچنین قصرها و عمارت‌های متعدد همچون مساجد و بوستان‌ها که یادگار دوران‌های مختلف بود، به پایتختی خویش برگزیده بودند.
عبدالله در ابتدا قصد داشت تا پوشنگ را مقر حکومت خویش قرار دهد اما کوچک بودن این شهر و تعدد سپاهیان او، مانع از این اقدام شد. عبدالله نیز نیشابور را به علت مزایایی که آن را مناسب پایتختی قرار داده بود، به عنوان مرکز حکومت خویش برگزید که از آن جمله آب و هوای نیکو را بیان می‌دارند. چنان‌که عبدالله بن طاهر نیز در پاسخ به چرایی گزیدن این شهر به پایتختی، هوای قوی، مردم سر به زیر و دارای عمر زیاد را عنوان کرده است. همچنین ثعالبی نیز از پاکیزگی هوای این شهر در نزد یکی از طاهریان یاد کرده است.

### نیشابور و خوارج
در میان دلایل انتخاب نیشابور، ممکن است دلایل سیاسی و نظامی که متأثر از حضور خوارج است، در اولویت باشند. در زمان تاخت‌وتاز خوارج در خراسان، نیشابور در مرکز توجه آنان قرار داشت و در هنگام ورود عبدالله به خراسان نیز کانون این معضل بشمار می‌آمد، چنان‌که علی بن طاهر، برادر و نایب عبدالله در حکومت خراسان، سراسر ایام کوتاه حکومتش را در درگیری با خوارج در نیشابور گذراند و سرانجام جان خویش را نیز در این راه از دست داد. دوران زمامداری محمد بن حمید طاهری پیش از عبدالله در خراسان به مرکزیت نیشابور، به ساخت عمارت‌های متعدد و ستیز دایمی با خوارج سپری شد. شابشتی به نامه‌ای از عبدالله به مأمون اشاره می‌کند که در آن، تعدد اقامتگاه‌های خوارج در اطراف نیشابور و اهمیت این منطقه را به همین سبب، گزارش می‌کند. در نتیجه حضور چشمگیر خوارج پیرامون نیشابور و نبرد حاکمان پیش از عبدالله با آنان، او را به توجه ویژه به این منطقه در راستای سرکوب این گروه واداشت.

### دیگر علل برگزیدن نیشابور به پایتختی
به روایت حَمزهٔ اِصفِهانی، سرزمین‌های طَبرستان و رویان نیز توسط مأمون به عبدالله واگذار شدند و امور این‌چنینی که گسترش حکومت طاهریان را در پی داشت، موجب پررنگ شدن نقش نیشابور به عنوان پایتخت و شهری می‌شد که طاهریان از طریق آن بر سرزمین‌های مختلف اشراف یابند و با دقت به ادارهٔ آن بپردازند. همچنین مرو به علت بافت قدیمی‌اش و محدودیت‌های متأثر از آن، جاذبهٔ لازم را در برابر نیشابوری که دارای ظرفیت بیشتر برای احداث عمارت‌ها و کاخ‌های جدید بود، برای حاکم مقتدر طاهری دارا نبود. اقدامات عمرانی عبدالله در نیشابور که مشتمل بر ساخت شادیاخ و عمارت‌های تازه بود، نشانگر میزان علاقهٔ او به شهری بود که توانایی آبادی آن به سلیقهٔ خویش را داشت. اقدامات عبدالله آنچنان در آبادانی و گسترش نیشابور تأثیرگذار بود که موجب جذب عدهٔ زیادی از ادیبان و دانشمندان بدان شهر به موجب محاسن آن گشت و آن را در ردیف ثروتمندترین و پرجمعیت‌ترین شهرها قرار داد.

## نبرد با خوارج

### خراسان
عبدالله بن طاهر خراسان را چنان منظم و آرام کرده بود که هیچ‌کس چنان توفیقی نیافته بود و همه بلاد (خراسان) به فرمان وی درآمده و بی اختلاف حکم او را گردن نهادند.

اکبری، تاریخ حکومت طاهریان از آغاز تا انجام، ۱۸۸.
باسورث، تاریخ ایران کمبریج، ۸۹.
مفتخری و  زمانی، تاریخ ایران از ورود مسلمانان تا برآمدن طاهریان، ۱۵۵.
ورود عبدالله بن طاهر به خراسان مقارن با تاخت‌وتاز خوارج در آن ناحیه بود، چنان‌که در سراسر این سرزمین پراکنده بودند و در نیشابور و پیرامون آن حضور داشتند. عبدالله پس از انتقال مرکز حکومت خویش از مرو به نیشابور و همجواری با این گروه، نبردهای پیاپی را بر علیه آنان در پیش گرفت و با قتل بسیاری از آنان، نظم و آرامش را بر خراسان حاکم گرداند. عبدالله به رغم درگیری دائمی با خوارج سیستان، موفقیت‌های چشمگیری در خراسان به دست آورد، چنان‌که در زمان حکومت وی بر خراسان، ردپایی از تحرکات خوارج در آن سرزمین مشاهده نمی‌شود. رُکود کشاورزی و افزایش ناامنی که معلول تحرکات خوارج بود، هراسی را بر روستاییان مسلط می‌گرداند که موجبات همکاری آنان با خوارج و گسترش دعوتشان در میان آنان را فراهم می‌آورد. عبدالله با اقدامات و اصلاحات خود در خراسان، رونق را به کشاورزی آن سرزمین بازگرداند و بدین طریق، ریشهٔ فعالیت‌های این گروه در میان روستاییان را خشکاند. اما دامنهٔ این اقدامات عبدالله به سرزمین‌های همجوار از جمله سیستان کشیده نشد و همین امر مشکلات بسیاری را برای طاهریان در سرزمین سیستان، در سال‌های پس از عبدالله به ارمغان آورد.

### سیستان
در آغاز حکومت عبدالله، خوارج در رأس مشکلات او قرار داشتند و به همین علت به گسیل پی‌درپی سپاهیانی به سیستان در راستای ممانعت از حرکت آنان به سمت خراسان، اقدام نمود. نخستین فرستادهٔ او به سیستان به نام محمد بن اَحْوَص، با وجود گردآوری سپاهی قدرتمند بر علیه خوارج، در مقابل آنان کاری از پیش نبرد و عبدالله به همین علت، عزیز بن نوح را با لشکری فراوان از غُربا که بنابر عقیدهٔ باسورث، از مردم خراسان و ماوراءالنهر هستند، به یاری محمد بن احوص فرستاد. با توجه به حضور مُطوعه در سیستان و کوشش‌های مردمی در جهت مقابله با خوارج، هستهٔ سپاه مذکور، متشکل از همین افراد بود. مطوعه گروهی بودند که سابقهٔ حضور در صفوف مبارزان بر علیه خوارج را تحت رهبری کارگزاران عباسیان، در کارنامهٔ خویش داشتند و در سرکوب شورش‌هایی همچون طغیان حَضین و عُمر بن مَروان، کمک‌های شایانی به خلافت عباسیان و هارون‌الرشید نمودند. اینان در زمان طاهر بن حسین نیز، تحت رهبری عبدالرحمان نیشابوری به مقاومت در برابر خوارج و مقابله با آنان پرداختند و به همین دلیل، بکارگیری‌شان توسط عبدالله در جهت مقابله با خوارج سیستان، دور از ذهن نمی‌نماید. ابن عَبدْرَبِه خطبه‌ای از عبدالله در هنگام نبرد با خوارج بیان کرده که نشانگر تکیهٔ بیشتر او بر گروه‌های مردمی است.
شما از حق و دین خدا حمایت می‌کنید و به یاری خدا به جنگ دشمنانی می‌روید که از اتحاد مسلمین و دین خدا خارج شده و باعث فساد و تباهی گشته‌اند.
عبدالله پس از آن، آنان را به ذکر خدا و صبر توصیه کرد تا به وسیلهٔ آن در برابر دشمن به پیروزی برسند. ظاهراً قوای اعزامی توسط عبدالله برای کمک به محمد ابن احوص توفیق چندانی کسب نکرد، زیرا این سپاه با وجود حمایت اکثریت مردم زرنج در نبرد با اَبوعوف بن عبدالرحمان که سرکردگی خوارج را بر عهده داشت، پس از پیکاری سنگین مغلوب شد و حتی فرماندهٔ آنان، عزیز بن نوح به همراه تعداد زیادی از مردم کشته شد. این بار عبدالله، عباس بن هاشم و الیاس بن اسد سامانی به عنوان فرماندهان این سپاه، همراه با مبلغ زیادی پول، روانهٔ سیستان کرد. دلیل این کار را رُکود درآمد مالی سیستان برای حاکم خراسان پس از وقوع شورش حمزه (۱۷۹ تا ۲۱۳ قمری) می‌دانند و علاوه بر آن، نبرد با خوارج و ادارهٔ امور سیستان، نیازمند صرف هزینه بود. در جنگی دیگر با خوارج، محمد بن احوص، حاکم سیستان، وفات یافت و حضین بن حسین (یا حسن بن حسین) که مدتی بر سیستان مسلط شده بود، برای نخستین بار پس از شورش حَمزه، موفق به جمع‌آوری مالیات سیستان شد که این روند چندان نپایید. اِلیاس بن اَسد نیز موفق به کسب پیروزی‌هایی در برابر خوارج و حتی ارسال سر تعدادی از آنان به نزد عبدالله بن طاهر شد. عبدالله در سال ۲۱۸ ه‍.ق/ ۸۳۳ م، حسین بن عبدالله سیاری را به حکومت سیستان منصوب کرد و او نیز برادرزادهٔ خویش که عَبدوس نام داشت، را برای برقراری آرامش در شهر بُست که به واسطهٔ طغیان عیاران آشفته شده بود، گسیل داشت. عبدوس توانست آرامش را به این شهر بازگرداند. حسین بن عبدالله در زمان حکومت خویش، ظهور رهبری دیگری از میان خوارج به نام اَبی بن حَضین را شاهد بود. او عده‌ای از افراد مشکوک را در راستای جلوگیری از پیوستن بزرگان سیستان به صف شورشیان، به نزد عبدالله گسیل داشت و او نیز اقدام به اسارت آنان در قلعهٔ هرات نمود.

#### وقوع بلایای طبیعی
در کشاکش درگیری‌های مذکور، خشک شدن رود هیرمند، قحطی سختی را در سال ۲۲۰ ه‍.ق/ ۸۳۵ م برای سیستان و مردمانش به ارمغان آورد که در پی آن، تمامی طبقات اعم از ضعفا، تجار، بزرگان و صاحبان ثروت قربانی شدند و تعدادی زیادی از آنان به کام مرگ فرورفتند. عبدالله در جهت یاری رساندن به قحطی‌زدگان، سیصد هزار درهم به آن ناحیه فرستاد، تا به وسیلهٔ دو تن از فقهای بزرگ، در میان درویشان تقسیم شود. در سال ۲۲۷ ه‍.ق/ ۸۴۱ م نیز مصیبتی عظیم بر مردمان سیستان وارد آمد که در اثر آن، سرمای شدیدی بر سراسر سیستان سایه انداخت و به دنبال آن باغ‌ها و محصولات خشک شده و از میان رفتند. علاوه بر آن قحطی و وبا نیز در این سرزمین شیوع پیدا کرد.

### تلاش‌های عبدالله در جهت سرکوب خوارج سیستان
در سراسر دوران وقوع بلایای طبیعی، خوارج نیز از پای ننشستند و تلاش‌های عبدالله در راستای سرکوب آنان نیز نتیجه‌ای در برنداشت. عبدالله بار دیگر در سال ۲۲۲ ه‍.ق/ ۸۳۶ م، الیاس بن اسد را در رأس سپاهی، مأمور به نبرد با خوارج در سیستان و برقراری آرامش در ناحیهٔ بست نمود. تمامی این فراز و نشیب‌ها در مقابله با خوارج، عبدالله را مجاب کرد که ابراهیم بن حضین قوسی، از بزرگان سیستان، را که پیش از این در جهت ممانعت از پیوستن او به خوارج، در هرات محبوس کرده بود، آزاد ساخته و امارت سیستان را به وی واگذار نماید. لازم است ذکر شود که این شخصیت تا زمان مرگ عبدالله، بر سیستان حکومت کرد. کوشش عبدالله در مقابله با خوارج سیستان، موجبات ریشه‌کن شدن آنان توسط عیاران و مطوعه را در آینده‌ای نسبتاً نزدیک فراهم آورد.

## مرگ مأمون و حکومت معتصم
مأمون در سال ۲۱۸ ه‍.ق/ ۸۳۳ م وفات یافت و پس از او معتصم که توسط وی به جانشینی برگزیده شده بود، خلافت مسلمین را بر عهده گرفت که این امر تا حدی، موقعیت عبدالله در خراسان را تهدید کرد. مأمون در سراسر دوران خلافتش، به حمایت و پشتیبانی از عبدالله می‌پرداخت و سعی در تقویت موقعیت عبدالله در خراسان می‌نمود و عبدالله نیز در نامه‌ای به مأمون، سخن از دوری از خانهٔ خویش و غم دیدار با خلیفه گفته بود. اما حضور عبدالله در مسند حکومت خراسان، موجب دلگرمی و آسایش خاطر مأمون بود و به همین علت در پاسخ به وی نوشت که هرگاه دل‌ها از یکدیگر دور باشند، نزدیک بودن خانه سودی نمی‌رساند. مأمون وصیت‌نامهٔ خویش را پیش از مرگ در سه نسخه به نگارش درآورد و یکی از آن‌ها را برای عبدالله در خراسان فرستاد، چرا که از دید مأمون، آگاهی عبدالله در جهت پذیرش خلافت معتصم لازم و دارای اهمیت بود. با آغاز خلافت معتصم، عبدالله با بهره‌گیری از دوراندیشی خویش، مقدمات لازم برای پذیرش خلافت معتصم را بجای آورد و با وجود خشم و کدورت معتصم از او، بهانه‌ای برای دامن زدن به این کدورت به دست معتصم نداد. کدورت معتصم از عبدالله نیز به واقعه‌ای در زمان اقامت عبدالله در بغداد بازمی‌گردد که در طی آن، عبدالله در مقام حاجِب مأمون، از ورود معتصم به همراه تعدای از غلامان ترکش به دربار، ممانعت به عمل آورد و این اقدام، موجب کینهٔ معتصم از وی شد. مأمون با علم بر این اختلاف، سعی بر برقراری آشتی در میان آنان نمود و در وصیت خویش به معتصم اینگونه سفارش نمود:
 عبدالله بن طاهر را به کارش واگذار و تحریکش مکن. می‌دانی در ایام زندگی من و به حضور من میان شما چه رفته. با وی به دل مهربانی کن و او را خاص نیکی خویش کن که تلاش و کارسازی وی را دربارهٔ برادرت دانسته‌ای.
اما این اختلاف تا زمان قدرت‌گیری معتصم برقرار ماند و حتی در پی آن، معتصم در آغاز خلافت خویش با ارسال کنیزی نزد عبدالله، اقدام به مسموم نمودن وی نمود. اگرچه این توطئه توسط عبدالله کشف شد اما او این حادثه را مسکوت گذاشت و هرگز آن را به روی خود نیاورد. این اختلاف به حدی بود که حتی اطرافیان نیز بر آن واقف بودند، چنان‌که اسماعیل، دبیر عبدالله، با وقوف به عزم او برای حج، وی را از این کار بازداشت و عبدالله نیز از سفر به سامرا خودداری می‌کرد. موقعیت قوی و استوار عبدالله در خراسان، سرانجام معتصم را مجاب به قبول حضور وی در آن سرزمین کرد و با نگارش نامه‌ای به عبدالله از بخشش وی با آغاز قدرت‌گیری خویش خبر داد. معتصم نیز به این نتیجه رسید که قدرت گسترده و زیاد طاهریان در شرق را باید بپذیرد. کوشش‌های عبدالله بن طاهر در سرکوبی مخالفان خلیفه همچون خاموش کردن قیام مازیار و دستگیری محمد بن قاسم بن علی علوی، نیز موجب جلب اعتماد معتصم و بهبود روابط میان آنان شد.

## شورش محمد بن قاسم بن علی علوی
یکی از اقدامات مهم عبدالله در خراسان به منظور برقراری آرامش در آن ناحیه، خاموش‌کردن طغیان یکی از نوادگان حسین بن علی به نام محمد بن قاسم بن علی بود. این شخصیت با همراهی تعدادی از یارانش از کوفه رهسپار مرو شد و در مرو، موفق به جذب پیروان زیادی که مشتمل بر چهل هزار تن بودند، شد اما دعوت خویش را در این شهر آشکار ننمود، زیرا به عده‌ای از یاران خویش اعتماد نداشت. او سپس عازم طالقان شد و یارانش نیز در آن ناحیه مردم را به «الرضا من آل محمد» دعوت می‌کردند. او پس از پیوستن عده‌ای از مردم به صفوف افرادش، در سال ۲۱۹ ه‍.ق/۴–۸۳۳ م، جنبش خود را آشکار نمود. همزمان با این اتفاق، سپاهی تحت فرماندهی حسین بن نوح که ریاست شرطه‌های عبدالله بن طاهر را در دست داشت، از سمت وی، روانهٔ طالقان شد تا به مقابله با محمد بن قاسم بپردازد اما این سپاه در جنگ، مغلوب محمد بن قاسم شد. عبدالله بار دیگر سپاهی را به فرماندهی نوح بن حَیان بن جَبَله روانهٔ نبرد با محمد بن قاسم کرد. نوح بن حیان پس از سلسله جنگ‌هایی مهم، محمد بن قاسم را به هزیمت واداشت و وی را تا شهر نسا عقب نشاند. محمد بن قاسم پس از این شکست در شهر نسا مخفی شد. بر طبق گزارش کامل ابوالفَرج اصفهانی از این واقعه، عبدالله بن طاهر به یاری دستگاه اطلاع‌رسانی و جاسوسی دقیق خویش، محل اِختفای محمد بن قاسم در شهر نسا را کشف کرد و بر وی دست یافت. محمد بن قاسم را پس از دستگیری به نیشابور منتقل کردند. عبدالله وی را به مدت سه ماه تحت مراقبت‌های ویژه در آن شهر نگه داشت، چرا که از اقدامات پیروانش در هراس بود. پس از آرام‌شدن اوضاع، عبدالله با تقدیم هدایایی به محمد بن قاسم، وی را روانهٔ بغداد کرد و به افراد خود نیز دستور انتقال شبانه و مخفیانهٔ وی از ری را داد تا بدین وسیله حساسیت شیعیان را برنینگیزند. محمد بن قاسم در نوروز سال ۲۱۹ ه‍.ق/۸۳۴ م وارد بغداد شد و به فرمان معتصم وی را محبوس ساختند. سرانجام این شخص به روایت اکثر منابع، فرار از زندان بوده است.

## قیام مازیار

### قدرت یابی مازیار و آغاز مخالفت با وی
از دیگر جنبش‌هایی که حکومت عبدالله بن طاهر را با خطرات جدی مواجه ساخت، قیام مازیار بن قارِن از خاندان کارِنوَندیان بود. با توصیهٔ منجم خلیفه، مازیار به منظور آرام کردن اوضاع طبرستان، فرمان حکومت آن سرزمین را در سال ۲۰۸ ه‍.ق از مأمون دریافت کرد. مازیار در مدتی کوتاه، موفق به جذب یاران زیادی برای خود شد و در سال ۲۱۰ ه‍.ق در برابر شاپور پسر شهریار پسر شِروین از خاندان باوَندیان به پیروزی رسید.
افزایش قدرت مازیار و اعمال افسارگسیختهٔ او در طبرستان که نتیجهٔ قدرت رو به ازدیادش بود، موجبات رنجش و مخالفت تعدای از بزرگان را فراهم نمود. آنان نیز به همین علت، در سال ۲۱۵ ه‍.ق شکایت خود از مازیار را در طی نامه‌ای به مأمون اعلام داشتند. در پی این اتفاق، مازیار توسط مأمون به بغداد فرا خوانده شد اما وی به بهانهٔ مقابله با دیلمیان، از اطاعت این فرمان سر باز زد. در زمان مأمون، مازیار با وجود اظهار مخالفت و سرکشی در طبرستان، با پرداخت خراج، حفظ ظاهر کرده و بر علیه خلیفهٔ وقت به طغیان آشکار روی نیاورد.

### طغیان آشکار
با آغاز خلافت معتصم، مازیار از ارسال خراج خود برای عبدالله بن طاهر، خودداری کرد. مازیار موظف به پرداخت خراج خود برای حاکم خراسان بود و عبدالله بن طاهر ادارهٔ امور آن ناحیه را از نظر داخلی، بر عهده داشت. مازیار نیز به رغم دستور معتصم مبنی بر ارسال خراج به عبدالله، از این امر سر باز می‌زد و نمایندهٔ وی اموال را به خلیفه تحویل می‌داد و او برای عبدالله ارسال می‌کرد چرا که مازیار قصد خارج شدن از بیعت عبدالله را داشت و هدفش نیز ادامهٔ روند تعرض به مناطق کوهستانی با کاستن از نفوذ طاهریان در آن مناطق بود. با ادامهٔ چندین سالهٔ این روند، میان عبدالله و مازیار برخورد و درگیری شکل گرفت. در وقوع این طغیان آشکار، افشین که از فرماندهان بزرگ خلیفه بود، نقشی اساسی داشت، زیرا وی که پیش از این بزرگ‌ترین دشمن خلیفه یعنی بابک را درهم شکسته بود و بر خشم خلیفه نسبت به طاهریان نیز واقف بود، سعی کرد تا با بهره‌برداری از شرایط موجود و اجرای یک توطئه، عبدالله بن طاهر را از تخت حکومت خراسان به زیر کشیده و خود امارت آن سرزمین را عهده‌دار شود. او در این راه، با نگارش نامه‌هایی برای مازیار، وی را به منظور طغیان بر علیه عبدالله بن طاهر تحریک می‌نمود و با خیال ناتوانی عبدالله در سرکوب مازیار و در نتیجه محول شدن این مأموریت توسط خلیفه به خود، پیروزی بر مازیار و به دنبال آن حکومت خراسان تا ماوراءالنهر را به عنوان پاداش، پیش روی خویش می‌دید. مازیار نیز با اطمینان خاطر از پشتیبانی افشین، در سال ۲۲۴ ه‍.ق/۸۳۸ م بر علیه طاهریان و خلیفه، آشکارا طغیان نمود. طبری علت این اقدام مازیار را نفرت از طاهریان و به دنبال آن عدم ارسال خراج برای آنان ذکر کرده است. او همچون شاهی حقیقی تاجی را برای خویش تدارک دید و هزار و دویست دیلمی را به عنوان نگهبانان شخصی بر کار گماشت. مازیار، زرتشتیان را در بجای آوردن اعمال مذهبیشان آزاد گذاشت، جانی دوباره به آیین کهن ایرانی داد و بنابر روایت گردیزی «دین بابک خرمدین گرفت و جامه سرخ کرد». اهالی طبرستان به موجب اقدامات مازیار، آنچنان عرصه را بر خویش تنگ یافتند که در طی قصیده‌ای به خلیفه، مراتب شکایت خود را اعلام داشتند.

### مقابله با مازیار و سرانجام قیام
در سال ۲۲۴ ه‍.ق معتصم، عبدالله بن طاهر را مأمور به سرکوب مازیار کرد، زیرا طغیان او را تنها معطوف به عبدالله بن طاهر نمی‌دانست، بلکه خود و اسلام را نیز هدف این جنبش به‌شمار می‌آورد. از طرف دیگر، مازیار، کشاورزان را به شورش بر علیه اربابان خود واداشت و افزون بر آن، مساجد طبرستان را ویران ساخت و تعدادی زیادی از مسلمانان را در بند کشید. لشکری به فرماندهی حسن بن حسین، عموی عبدالله، روانهٔ طبرستان شد و سپاهیان بسیاری نیز از جانب خلیفه برای یاری او گسیل شدند. حیان بن جبله نیز به همراه چهار هزار تن، به منظور تقویت نیروهای عبدالله، از سمت او عازم قوس شد. نیروی مذکور به‌طور مرتب با عبدالله در نیشابور رایزنی می‌کرد. بسیاری از مناطق طبرستان به سرعت توسط سپاهیان مذکور فتح شد. در این میان، تعداد زیادی از مردم نیز که از اعمال مازیار رضایت نداشتند، به افراد عبدالله بن طاهر پیوستند که این امر بر خلاف تمایل و پیش‌بینی افشین بود. سرانجام مازیار به واسطهٔ خیانت و نقشهٔ کوهیار، برادرش، که در جریان ارتباط با طاهریان موفق به اخذ نوشته‌ای از عبدالله بن طاهر مبنی بر حکومت بخشی از طبرستان شده بود، به اسارت سپاهیان عبدالله بن طاهر درآمد. غنایم و اموال هنگفت حاصل از نبرد با مازیار به نیشابور منتقل شد و او نیز به نزد معتصم فرستاده شد که سرانجام در سال ۲۲۴ ه‍.ق/۸۳۸ م به موجب تازیانه‌های زیادی که بر طبق فرمان معتصم بر وی زدند، جان سپرد.

## اختلافات میان عبدالله و افشین و سرانجام آن
ابن اِسفَندیار از وقوف عبدالله بر رابطهٔ افشین و مازیار یاد کرده است. مازیار در هنگام ارسال به بغداد توسط عبدالله، توطئه‌های افشین را برملا ساخت و در همین راستا، یک روز قبل از وصول مازیار به سامرا، افشین را دستگیر کردند. با مرگ مازیار در سال ۲۲۴ ه‍.ق/۸۳۸ م، دلایل کافی در جهت اثبات روابط میان افشین و مازیار و خیانت او به خلیفه موجود بود، چرا که پیش از این نیز گزارش‌هایی از تحرکات مشکوک افشین، توسط عبدالله بن طاهر برای خلیفه ارسال شده بود. افشین کاروان حامل هدایا و اموال هنگفت را مخفیانه به اُسروشَنه گسیل می‌داشت. عبدالله گروهی از قاصدان وی را دستگیر و تمامی اموال را پس از توقیف میان سپاهیانش تقسیم کرد. او سپس در نامه‌ای به افشین، علاوه بر توجیه اقدام خویش، او را به انجام اقدامات مخفیانه متهم کرد و گزارش عمل او را برای معتصم ارسال نمود که این اقدام موجب اختلاف میان عبدالله و افشین شد. در کنار آن، عبدالله قادر به پذیرش توسعهٔ قدرت افشین در ماوراءالنهر نبود، زیرا این امر را تهدیدی برای موقعیت خویش در خراسان می‌دانست. در نتیجه، اقدامات افشین به موجب شدت رقابت‌های موجود با عبدالله و اختلافاتی که به دنبال داشت، توسط عبدالله افشا شد و محکومیت افشین را به دنبال آورد. در این راه تعدادی از سپاهیان افشین نیز بر توطئهٔ وی بر علیه خلیفه گواهی دادند و در کنار آن، افشین را به مسامحه در جنگ با بابک متهم نمودند. افشین پس از محکوم شدن در طی محاکمه‌ای که برایش تشکیل شد، در سال ۲۲۶ ه‍.ق/۸۴۰ م به دار آویخته شد یا مصادف با ۲۲۶ ه‍.ق/۸۴۱ م در زندان درگذشت.

## واپسین ایام حکومت و مرگ
بنابر روایت ابن عَساکر، عبدالله در اواخر عمر خویش، تمامی وسایل لهو و لهب را شکست و مبلغ زیادی را برای مساجد و زیارتگاه‌های مکه و مدینه ارسال کرد. همچنین به‌طور جدی اقدام به دادن صدقه کرد. قلمرو او در پایان عمر مشتمل بر خراسان بزرگ، سیستان، فرارود و ولایات ری، طبرستان و کرمان بود و در کنار آن، ریاست سَواد عراق و فرماندهی نظامی بغداد را نیز بر عهده داشت.
سرانجام عبدالله بن طاهر در روز چهارشنبه که مصادف با ۱۰ ربیع‌الثانی سال ۲۳۰ ه‍.ق و ۲۶ دسامبر ۸۴۴ م بود، پس از چهل و هشت سال زندگانی به علت بیماری وفات یافت و در مقبرهٔ خانوادگی خویش که در نیشابور قرار داشت، دفن شد. بنابر نقلی دیگر او در ۱۱ ربیع‌الاول سال ۲۳۰ ه‍.ق وفات یافت. قبر عبدالله تا عصر خواجه نظام‌الملک، به علت شهرت در عدالت و سیرت نیکو، در خراسان به عنوان زیارتگاه بود و به روایت خواجه، مردم پیوسته بدانجا رفت و آمد داشتند و طلب حاجت می‌کردند. محمد بن عبدالله بن منصور نیز در عزای مرگ عبدالله بن طاهر ابیاتی سروده است.

## شیوهٔ حکمرانی
عبدالله بن طاهر در عصر حکومت خویش، اقدامات و اصلاحات عمده‌ای را پیاده‌سازی کرد. وی در حکومت خویش، تحت تأثیر خط‌مشی مشخصی قرار داشت که متأثر از نظارت طاهر بر او و نگارش نامه‌های متعدد در باب پرهیز از عمل اشتباه بود. او در پیاده‌سازی نظم و آرامش و رعایت حال مردم می‌کوشید، چنان‌که حتی از منش و روش نیک وی در مواجه با مردم در طی مأموریت‌هایش، روایاتی مطرح است. وی در طول سکونت در شام و با مشاهدهٔ نیازمندان فراوان پیرامون خود، با صدور فرمانی، یادداشت اسامی این افراد و برقراری مستمری ماهانه در کنار تأمین خوراک و پوشاک آنان را امر کرد که نمایانگر نیکی وی در حق مردمان است. به همین سبب، گرفتاران برای حل مشکلاتشان به درگاه او پناه می‌بردند. همچنین شعرا وی را بخشنده‌ترین مردم نامیده و با نیکوترین اوصاف، وی را ستایش کرده‌اند. تلاش عبدالله در خراسان نیز بر برقراری رفاه اجتماعی و بهبود وضعیت رعایا متمرکز بود و در همین راستا، وی به برپایی بناها و وقف آن برای مردم اقدام می‌نمود، چنان‌که قصبهٔ اسدآباد توسط وی خریداری و سپس وقف در راه ماندگان شد. همچنین بنای رباط فَراوِه در نزدیکی خوارزم، شهرکی در نزدیکی نسا، شهری تحت عنوان دهستان در نزدیکی مازندران و شهر کوچکی در نزدیک ابیورد را به عبدالله نسبت داده‌اند.
عبدالله با وقوع خشکسالی در سیستان و بلایایی که در طی چندین سال بر این سرزمین وارد آمد، اموالی را به منظور بهبود اوضاع ساکنین آن دیار ارسال کرد. روزگار عبدالله را با توجه به عدالت‌پیشگی‌اش و مقایسه با مشکلات عصر حکمرانی علی بن عیسی بر آن دیار، یگانه در عدل می‌دانند. منابع، عدالت و دادگستری وی را از هنگام ورود او به نیشابور بیان کرده‌اند. همچنین ورود وی به نیشابور شادی مردم را به همراه داشت؛ چرا که با ورود او، شهر نیشابور که به علت بارش کم گرفتار خشکسالی شده بود، رنگ بارانی شدید را به خود دید. اقدام آغازین عبدالله در راستای پیاده‌سازی عدالت و رهایی مردم از بند ستم، برکناری محمد بن حمید طاهری بود که تحت عنوان نایب عبدالله در نیشابور، سرشتی نیکو را دنبال ننمود و به همین سبب مورد خشم فراوان عبدالله واقع شد. عبدالله بعضی مواقع بارعام می‌داد و در آن شکایات مردم را رسیدگی می‌کرد، چرا که عدل را لازمهٔ بقای حکومت خویش می‌دانست. ظاهراً خویشان و نزدیکان وی که امارت شهرهای مختلف را در دست داشتند، ظلم و ستم در حق مردم را پیشهٔ خود ساخته بودند و عبدالله در مقابل، تلاش بر رعایت حق مردم می‌نمود. او شادیاخ را در هنگام ورود به نیشابور، برای مکان استقرار سپاهیان و پایگاه حکومت خویش برگزید، زیرا بنابر نقل حافظ اَبرو، سپاهیانش بر مردم ستم روا داشته بودند و به همین سبب همگی به این منطقه فراخوانده شدند. سیاست وی در باب بهبود رفاه اجتماعی نیز متمرکز بر اصلاحاتی در زمینهٔ کشاورزی بود. عبدالله با وقوف بر مشکلات و سختی‌هایی که گریبان‌گیر روستاییان بود و ستم‌هایی که بر آنان روا می‌شد، درصدد بهبود اوضاعشان برآمد، چنان‌که در وصیت پدرش، طاهر بن حسین نیز، به این مسئله اشاره شده بود.
از کار رعیت و امور مردم هرگز غفلت مکن، زیرا دوام ملک بسته به وجود و آسایش آنها می‌باشد.
عبدالله پس از برقراری امنیت در سرزمین‌های تحت حکومتش که سال‌ها با تاخت و تاز خوارج ناامن شده بود و موجب تحمیل ستم فراوان به روستاییان گشته بود، روستاها را کانون توجه خویش در جریان رونق و گسترش اقتصادی خراسان قرار داد، چنان‌که فرمان‌های وی برای عاملانش در مناطق مختلف در باب رعایت حال کشاورزان، بر جدیت او در این امر گواهی می‌دهد.

حجت برگرفتم شما را تا از خواب بیدار شوید! و از خیرگی بیرون آیید، و صلاح خویش بجویید، و با برزگران ولایت مدارا کنید و کشاورزی که ضعیف گردد، او را قوّت دهید! و به جای خویش بازآرید! که خدای عزّوجلّ از دستهای ایشان طعام کرده است و از زبانهای ایشان سلام کرده است و بیداد کردن بر ایشان را حرام کرده است.

اکبری، تاریخ حکومت طاهریان از آغاز تا انجام، ۲۰۲.
مفتخری و  زمانی، تاریخ ایران از ورود مسلمانان تا برآمدن طاهریان، ۱۵۶.
زرین‌کوب، تاریخ ایران بعد از اسلام، ۹–۵۰۸.
متن دستور را می‌توان گواهی بر تلاش او در رونق کشاورزی به‌شمار آورد. او به این موضوع علاقه داشت و در توسعهٔ آن به شدت می‌کوشید. در طی اقامت کوتاه مدت عبدالله در مصر، کاشت نوعی خربزه به نام «بَطیخ عَبدلاوی» در آن سرزمین آغاز گردید که آن را به عبدالله نسبت می‌دهند. وی اساس کشاورزی را استوار بر آبیاری می‌دانست و بدان توجه و اهتمام داشت و در همین راستا به اجرای چندین طرح آبیاری در ماوراءالنهر همت گماشت. عبدالله علاوه بر آن، دو میلیون درهم از خلیفه در جهت ساخت آبراههٔ بزرگ استان چاچ، کمک مالی اخذ کرد که ظاهراً بر خلاف میل معتصم بود. آثار مثبت این اقدام در آبادانی منطقه حائز اهمیت می‌باشد، چرا که به نقل از عوفی، نهر مورد نظر تا قرن هفتم هجری قمری دوام یافت. پیرامون نحوهٔ تقسیم آب و بهره‌گیری از قنات‌ها نیز مشکلاتی پابرجا بود که نزاع و درگیری میان کشاورزان و مراجعهٔ همیشگی آنان به عبدالله را در پی داشت. به دستور عبدالله، فقهای خراسان و عراق گرد آمده و احکام کاریزها را در کتابی تحت عنوان «کتاب قَنی» به نگارش درآوردند، تا بدین وسیله اثر موردنظر معیاری برای نحوهٔ عمل کشاورزان قرار گرفت و تا مدت‌ها بدین صورت مرجع حل اختلاف در این زمینه باقی ماند. بنابر روایت گردیزی؛گَردیزی، از کتاب مذکور تا قرن پنجم بهره‌برداری می‌شده است که نمایانگر دوام آن به مدت چندین قرن می‌باشد و به همین سبب قنات‌های قدیمی در خراسان، «قنات طاهری» نامیده شده‌اند. این امر نشان از تلاش طاهریان در زمینهٔ حفر قنات و تدوین احکام مربوط به آن در سرزمین خراسان دارد. اگرچه توجه به این مسئله دارای سابقه‌ای چند هزار ساله در میان ایرانیان است، طاهریان نیز با در نظرگیری پیشینهٔ طولانی این امر و ضرورت آن در زندگی مردمان خراسان، به این امر توجه ویژه نمودند. وجود کاریزهای زیاد در نیشابور، موجب توجه عبدالله به مسئلهٔ حفر قنات شده بود، به‌طوری که مبلغی بالغ بر یک میلیون درهم را در جهت حفر یک قنات به مصرف رساند. اقدام دیگر او در بهبود وضعیت کشاورزی، تعدیل و سامان‌دهی مالیات و جلوگیری از استفادهٔ نابجای مأموران مالیاتی از موقعیتشان بود به‌طوری که حمایت خود از مردم را به آنان اعلام می‌کرد. مجموع این اقدامات که با هدف بهبود رفاه اجتماعی و آبادانی روستاها انجام پذیرفته بود، نقشی مهم در برقراری آرامش در میان مردم و ممانعت از حمایتشان از خوارج، ایفا کرده‌بود.
طاهریان به برید توجه ویژه‌ای داشتند چنان‌که در زمان عبدالله، شاهد فعالیت مفید و مناسب دیوان بَرید هستیم که آگاهی دقیق عبدالله از محله و خانه‌ای که محمد بن قاسم بن علی در آن مخفی شده بود و اعزام افرادی برای دستگیری او، مهر تأییدی بر این فعالیت‌ها و شبکهٔ اطلاع‌رسانی دقیق طاهریان است.
بنابر روایت یاقوت حِمَوی در مُعْجِم‌البُلْدان، عبدالله محله‌ای در قسمت غربی بالای شهر بغداد تأسیس کرد که منازل طاهریان در آن قرار داشت و اشخاص در صورت پناه به آن، امان می‌یافتند و بدین سبب این محله، حریم طاهری نام گرفته بود.

### توقیع عبدالله
عبدالله بن طاهر دارای توقیعی در فرمان‌های سیاسی خویش بود که بدین شرح است: «من سعی رعی و من لزم المنام رای الاحلام» و بنابر روایت سُکری مَروَزی، توقیع مذکور اقتباسی از انوشیروان بود که توسط عبدالله به زبان عربی ترجمه شد و اصل آن بدین صورت است: «هرک رود گرد، هرک خسبد خواب بیند».

### میزان درآمدهای عبدالله در دوران حکومت
قُدامه بن جعفر، عبدالله بن طاهر را بسیار ثروتمند معرفی کرده است، زیرا خراج خراسان را که در سال ۲۲۱ ه‍.ق/۸۳۵ م توسط عبدالله بن طاهر جمع‌آوری شده و قیمت اسرا، گوسفندان و کَرباس‌ها نیز در آن لحاظ شده بود، بالغ بر سی و هشت میلیون درهم می‌داند. علاوه بر آن، اگر بر این مبلغ، مالیات مناطقی که ابن خردادبه جزو خراسان به‌شمار آورده و مشتمل بر کرمان، ری، گرگان و قُومس است، را بیفزاییم، مالیات خراسان بالغ بر چهل و پنج میلیون درهم می‌شود که توسط او گزارش شده است. در این میان و در سال ۲۲۱ ه‍. ق، خراجی که بر عهدهٔ عبدالله بود تا به خزانهٔ خلافت پرداخت کند، بالغ بر سی و هشت میلیون درهم بود. یعقوبی نیز خراج خراسان را بدون محاسبهٔ خمس حاصل از مرزها، بالغ بر چهل میلیون درهم گزارش کرده که بنابر صلاح‌دید طاهریان در مناطق به مصرف می‌رسیده و در کنار آن به جز هدایایی که از عراق برای آنان می‌آمد، سیزده میلیون درهم برایشان ارسال می‌شد. حال اگر بر مبلغ روایت شده توسط یعقوبی که پنجاه و سه میلیون درهم است، خراج طبرستان را که در زمان حکمرانی عبدالله به وی واگذار شد، بیفزاییم، عددی بالغ بر پنجاه و هفت میلیون درهم به دست می‌آید که میزان درآمد طاهریان در سرزمینشان بوده است و دلیل سخن قدامه بن جعفر پیرامون ثروتمندی عبدالله بن طاهر است.

### خط مشی در برابر مذاهب دیگر
بر اساس شواهد، طاهریان در برخورد با اقلیت‌هایی همچون زرتشتیان، عدالت را پیشهٔ خویش ساختند، چنان‌که عبدالله به مجازات پسرعم خود که در حق یکی از زرتشتیان کرمان خیانت کرده بود، اقدام کرد و همچنین با بعضی از آنان نیز روابط نیکو و دوستانه‌ای داشت. پیرامون روابط با علویان، مأمون به سبب سابقهٔ طاهر در همکاری با علویان، به عبدالله مظنون شد و یکی از نزدیکان خویش را برای آزمودن عبدالله به نزدش در مصر فرستاد اما عبدالله بدون اشاره به علویان، آن شخص را از نتیجهٔ کار بیم داد. از معدود گزارش‌های موجود پیرامون نحوهٔ برخورد عبدالله با علویان نیز تبعید فَضل بن شاذان به بِیهَق و رویارویی با قیام محمد بن قاسم علوی می‌باشد که در مورد دوم طبیعتا عبدالله توانایی بی اعتنایی به این واقعه را نداشت، زیرا درصدد برقراری آرامش و امنیت در خراسان بود اما پس از دستگیری محمد بن قاسم و حاضر کردن او به همراه غل و زنجیر در نزد عبدالله، وی به سرزنش فرماندهٔ خود برای این اقدام پرداخت و در هنگام گسیل داشتن محمد بن قاسم به بغداد نیز، هدایایی را به وی اهدا کرد. اگرچه اقدام عبدالله در رویارویی با محمد بن قاسم، چهره‌ای ستیزه‌جو از وی در برابر علویان را به تصویر می‌کشد اما شواهدی مبنی بر روابط نزدیک و دوستانهٔ عبدالله با علویان و هواخواهان‌شان موجود است. او دارای روابط نزدیک و دوستانه با ابودُلَف قاسم بن عیسی عجلی بود؛ به‌طوری که یک بار معتصم بر ابودلف خشمگین شد و قصد توقیف اموالش را کرد اما با وساطت عبدالله، این مشکل برطرف شد. عبدالله همچنین درخواست ابودلف مبنی بر گسیل داشتن ابوعُبید قاسم بن سَلام، قاضی و ادیب خراسان، به مدت چند ماه به نزد وی را پذیرفت. همچنین دِعْبِل بن علی که مدیحه‌سرای علی بن موسی امام هشتم شیعه بود، اشعاری را در ستایش عبدالله سروده و از وی هدایایی دریافت نموده بود. علاوه بر آن، محمد بن اَسْلَم طوسی، از شاگردان علی بن موسی، مورد احترام عبدالله بود.

## حیات فردی و منش عبدالله
پیرامون پوشش عبدالله اینگونه روایت است که او از قَبا، شلوار، طَلیسان و موزه استفاده می‌کرده است. او همانند پدر خویش، طاهر، در زمان اقامت در بغداد، آشپزانی مخصوص در خدمت داشت تا غذاهای مورد علاقهٔ وی را طبخ نمایند که ظاهراً متأثر از تفاوت در نوع غذاهای خراسان و بین‌النهرین بود.

### بزرگداشت علم و عالمان
عبدالله در نزد ابن سِکّیت که به روایت ابن خَلَّکان، فرزندان طاهر بن حسین را تعلیم می‌داده است، به فراگیری علم پرداخت. با دقت بر منش عبدالله در مواجهه با عالمان، می‌توان به علاقه‌مندی او به علم و دانش پی برد. او در سفر به شام، بر در خانهٔ عالمی در جهت سؤالی منتظر ماند که واکنش نزدیکانش را به همراه داشت اما عبدالله آنان را به صبر و پاسداشت حرمت و مقام عالمان توصیه کرد. وی علاقهٔ زیادی به طالبان علم و یاری آنان در این راه داشت، چنان‌که پس از دیدار با گروه اعزامی واثِق که با هدف یافتن آثار سد یأجوج و مأجوج روانه شده بودند، هدایا و اموال زیادی را به ایشان بخشید. عبدالله دانش علما را ارج می‌نهاد و به آنان توجه نموده و به دیدارشان می‌شتافت، تا حرمت آنان را نگه دارد، چنان‌که برای دیدار با محمد بن اسلم طوسی مدت زیادی منتظر ماند و پس از رؤیت وی، از اسب پیاده شده و در برابر وی اظهار فروتنی کرد. در دیداری دیگر، عبدالله از ابوزکریا فَرّاء حاجتی خواست تا برآورده سازد و او عبدالله را اینگونه نصیحت نمود که زیبایی صورتش را به موجب گناه با آتش نسوزاند. این سخن عبدالله را منقلب ساخت به‌طوری که تا زمان برخاستن اشک می‌ریخت. دانشمندان و عالمان به سبب ارتباط با عبدالله بن طاهر و علاقه به او، آثار خود را پس از نگارش تقدیم وی می‌کردند. به عنوان مثال ابوزکریا فراء کتاب البهی یا الب‌ها را برای عبدالله بن طاهر به نگارش درآورد یا کتاب فی الصِّداع و عَلَلَه و اوجاع و جمیع اَدویته و السِدر و العِلَلِ المُولده در زمینهٔ سردرد و داروهای مربوط به آن، توسط یوحَنا بن ماسویه برای عبدالله نگارش شد. تذکره‌ای از آوازها تحت عنوان اغانی توسط ابوعثمان یحیی بن مَرْزوق به نگارش درآمد و سپس توسط وی تقدیم عبدالله بن طاهر شد. به‌طور یقین و با توجه به علاقهٔ عبدالله به علم و دانش، کتابخانهٔ وی بسیار غنی بوده و کتب نفیسی را در خود جای داده بود. ظاهراً تعداد زیادی از این کتاب‌ها متعلق به کتابخانهٔ بزرگی در مرو متعلق به دورهٔ یزدگرد ساسانی بوده است که عبدالله به نیشابور منتقل کرده است و کسانی همچون عَتابی شاعر در طی چندین سفر به مرو، از آثار پهلوی آن بهره برده‌بودند. ادارهٔ این کتابخانه در نیشابور را ابوالعَمیثل عبدالله بن خلید بر عهده داشته است که آموزگار ده تن از پسران عبدالله نیز بوده است و آنان در محضر وی علوم زیادی را کسب کردند. علاوه بر آن، وی کاتب طاهر بن حسین نیز بوده و ابیات زیادی را نیز در مدح عبدالله بن طاهر سروده است.

### توجه به شعر و هنر
توجه عبدالله به شعر، موجب جذب عدهٔ زیادی از شاعران به سمت وی شد، آنچنان‌که بعضی از آنان جزو همراهان و همنشینان همیشگی‌اش بودند. عوف بن محلم از جمله کسانی بود که به مدت چندین سال در خدمت طاهر بود و سپس به اجبار عبدالله، همراه وی شد اما با وقوف عبدالله به دلتنگی او نسبت به خانه و خانواده، به وی اجازه داد به خانه بازگردد و حتی این اقدام او را تحسین کرد و بدین گونه از یکی از شاعران بزرگ متعلق به خاندان طاهر دست شست. کسانی نیز از نقاط دور به سمت خراسان می‌آمدند و برای دیدار با عبدالله رنج سفر را بر جان می‌خریدند. یکی از این افراد ابوتَمام حبیب بن اوس طایی بود که متولد دمشق بود و در فاصله سال‌های ۲۱۷ ه‍.ق/۸۳۲ م تا ۲۲۰ ه‍.ق/۸۳۵ م روانهٔ خراسان شد. دو تن از شاعران مخصوص عبدالله به نام‌های ابوسعید ضَریر و ابوالعمیثل اِعرابی موظف بودند که شاعران را پیش از حضور در نزد عبدالله بیازمایند. آنان شعر ابوتمام را آزمودند و آن را مناسب ندیدند اما پس از گفتگو با وی، اجازهٔ حضور در نزد عبدالله را صادر کردند. ابوتمام در دو نوبت به حضور عبدالله رسید. بار نخست پس از سرودن شعر خویش هزار دینار از عبدالله دریافت کرد که به موجب رنج زیاد سفر خویش آن را کم شمرد و توجهی بدان نکرد که ناراحتی عبدالله را به دنبال داشت اما با حضور دگرباره در نزد عبدالله، دو هزار دینار به همراه خلعتی گران‌بها از وی دریافت نمود. مواجههٔ وی با شاعری که در نیشابور ابیاتی فارسی می‌خواند، نشانگر حضور افرادی در آن شهر بود که به زبان معمول مردم خراسان، دری، شعر می‌سرودند. شعرای دیگری نیز از بخشش عبدالله بهره بردند. دعبل بن علی که که با مدح علی بن موسی‌الرضا شناخته می‌شود، پس از حضور در نزد عبدالله، ماهانه یکصد و پنجاه هزار درهم از وی دریافت می‌کرد و از حضور او بهره‌مند می‌شد. باری دیگر نیز وی از عبدالله، شش هزار درهم دریافت کرد. اینگونه بخشش‌ها توسط عبدالله، وی را به یکی از بخشنده‌ترین چهره‌ها در زمینهٔ شعر بدل ساخته بود، به‌طوری که در طی امضای کاغذی، دو میلیون درهم بخشیده بود. موسیقی و آواز نیز جزو علایق عبدالله بود و آهنگ‌های بسیاری را بدون انتساب به خویش می‌ساخت. وی حتی مسابقه‌ای ترتیب داده بود که در طی آن به برترین آوازها جایزه می‌داد. همچنین کتابی در زمینهٔ الحان و آوازهای مختلف به دلیل علاقهٔ او به این موضوع، تقدیمش شد. عبیدالله بن عبدالله بن طاهر، فرزند عبدالله، نیز همچون پدر و در اثر تربیت دقیق در این فن، از مشاهیر زمانش بود. اشعار زیادی نیز منسوب به عبدالله بن طاهر موجود است که نمایانگر توانایی و چیره‌دستی وی در ادبیات می‌باشد. علاوه بر آن وی به‌طور کامل بر زبان عربی مسلط بود. مجموع رسائل بجای مانده از او نیز نشانگر تخصص و تسلط او در ادبیات عصرش است، تا بدان درجه که بنابر روایت ابن نَدیم، اشعارش پنجاه ورق است. عبدالله در شعر خویش طعن و دشنام بکار نمی‌برد و دیگران را نیز از این عمل بازمی‌داشت و همچنین بخل و حساست را از آفت‌های شاعری می‌دانست. عبدالله، کنیزی را به منزل خویش راه نمی‌داد و به همین علت کسی از اسرار منزلش آگاه نبود.

## میراث

### خلافت عباسی
حاکمان طاهری از جمله عبدالله بن طاهر در سراسر دوران حکومت خویش بر خراسان و بخش اعظمی از سرزمین‌های خلافت، خدمات شایانی را به خلافت عباسی در جهت برقراری و گسترش قدرت آنان عرضه کردند. آنان به حراست از قدرت و مشروعیت خلفا در سرزمین‌های تحت فرمان خویش می‌پرداختند و هرگونه حرکت و جنبش ضدعباسی را سرکوب می‌کردند و همواره کرداری تابعانه در برابر خلفا داشتند. علاوه بر موارد مذکور، عده‌ای از طاهریان همچون عبدالله بن طاهر که مقام شرطگی بغداد را نیز بر عهده داشتند نیز رفتاری در راستای دفاع از خلافت بروز می‌دادند. عبدالله در دوران حکومت خویش اقدامات متعددی در راستای گسترش و تحکیم بنیان خلافت انجام داد که از آن جمله می‌توان به سرکوب شورش نصر بن شبث در رقه، بازگرداندن آرامش به اوضاع مصر و شام و رفع التهابات موجود در آن سرزمین‌ها، تسلط بر نواحی مختلف در شرق و مرکز ایران و از میان برداشتن شورش‌ها و جنبش‌های این ناحیه همچون قیام محمد بن قاسم علوی و مازیار اشاره کرد. اینگونه خدمات برجسته به خلافت عباسی نیز با دریافت منشور و لواء حکومت توسط امیران طاهری از خلفا جبران می‌شد و به‌طور کلی رابطه‌ای دو سویه را تشکیل می‌داد که طاهریان همچون مدافع و شمشیر خلافت در سرزمین‌های اسلامی عمل کرده و پایه‌های آنان را به عنوان تنها حکومت مشروع در سراسر سرزمین‌های تحت فرمان استوار ساختند و در مقابل مشروعیت حکومت خویش را از آنان دریافت کردند. در این راستا، عبدالله سعی بر این داشت تا قدرت خلافت سنی را در شرق بر علیه فرقه‌گرایان ایرانی و جدایی‌طلبان از سلطهٔ بغداد و نیشابور پایدار و محکم نگه دارد. در کنار تأمین مشروعیت، خلفای عباسی به سبب اعتماد به وفاداری طاهریان و خدماتشان، در امور مالی نیز آنان را صاحب اختیار قرار دادند و از خراج خراسان و دیگر سرزمین‌های تحت فرمان خاندان طاهری با وجود اهمیت بسیارشان چشم پوشیده و چگونگی مصرف مبالغ هنگفت حاصل از مالیات که گاهی تا چهل میلیون درهم نیز می‌رسید به آنان واگذار کردند و حتی به ارسال هدایای هنگفت برای آنان مبادرت ورزیدند.

### طاهریان و سرزمین‌های تحت فرمان

#### سیاسی، نظامی و اقتصادی
بنابر روایت یعقوبی، امارت پانزده سالهٔ عبدالله بن طاهر در خراسان با اقتدار و موفقیتی بی‌سابقه همراه بود. او سرزمین خراسان را تحت سایهٔ اطاعت خویش درآورد و فرزندش طاهر را مأمور به فتح سرزمین‌های ترکستان در ماوراءالنهر کرد که او نیز موفق به فتح شهرهایی شد که پیش از آن مسخر کسی نشده بود. این اقدام موجب گسترش قلمرو طاهریان در آن زمان و افزایش قدرت سامانیان در آینده شد. حتی ممکن است که ارسال خراج سالانه از سوی کابُلشاه برای عبدالله بن طاهر که بالغ بر دو هزار بردهٔ غز بود، متأثر از همین فتوحات بوده باشد. ادامهٔ روند ارسال برده، گسترش تجارت میان ماوراءالنهر و بغداد را به دنبال داشت و علاوه بر آن موجب رونق اقتصادی ماوراءالنهر و خراسان و افزایش ثروت خصوصی طاهریان شد. علاوه بر آن به عقیدهٔ کورت، با توجه و دقت در اوضاع پیشین خراسان به علت شورش‌هایی که در این سرزمین رخ داده‌بود و همچنین دوران زمامداری علی بن عیسی، در می‌یابیم که وضعیت معیشت و اقتصادی اهالی خراسان در عصر طاهریان به خصوص عبدالله بن طاهر، بهبود قابل توجهی یافته است. بارتولد از دوران حکومت عبدالله به «عصر استبداد مطلقه منوره» یاد کرده و این تعریف در شعر شعرایی چون ابوتمام نیز جلوه‌گر است. شابشتی از قاطعیت، داوری سخت و مجازات بسیاری از خطاکاران توسط عبدالله سخن رانده است. نزدیکان خلیفه همچون اسحاق بن ابراهیم نیز در نزد معتصم، به تمجید از عبدالله بن طاهر می‌پرداختند. عبدالله در عصر خود اسوه و مورد ستایش عام بود. ابن خلکان وی را نجیب، بلند مرتبه و زیرک توصیف کرده و ذَهبی نیز وی را در ردیف بزرگ‌ترین امیران عصرش که یاور مأمون نیز بوده است، بیان کرد. او حکومتی مقتدر و استوار برای جانشینانش به یادگار گذاشت.

#### علمی
عبدالله در راستای اصلاحات خویش، گسترش علم و تعلیمات عمومی را مورد توجه ویژه قرار داد. بنابر روایات، فرزندان تهی‌دست‌ترین روستاییان در عصر وی، روانهٔ شهرها می‌شدند تا به کسب علم بپردازند که این امر نشان از کوشش عبدالله در این راه و توجه وی به اهمیت آموزش عمومی دارد که بر طبق آن، شخصی از تحصیل علم محروم نشود. به همین علت، وی را از پایه‌گذاران نهضتی به‌شمار می‌آورند که در عصر سامانیان، تجدید حیات فرهنگ ایرانی را به دنبال آورد. اگرچه مراد از علوم، تنها شریعت اسلامی نمی‌باشد، زیرا خاندان طاهری در شعر و علوم دیگر دارای مهارت بودند، چنان‌که عبدالله در این امور دارای مهارت بود یا محمد بن حسن بن مصعب که از یاران عبدالله بود، از مهارت زیادی در موسیقی و آواز برخوردار بود یا منصور بن طلحه که از سوی عبدالله ملقب به «حکیم خاندان طاهر» بود، کتاب‌هایی در زمینهٔ فلسفه و موسیقی به نگارش درآورده بود. در نتیجه وی به علوم مختلف و فراگیری آنان، توجه داشت، چنان‌که از آشنایی او با علم نجوم نیز روایت شده است. پیرامون اعمال عبدالله در زمینهٔ علم و ادب، نوع دیگری از گزارش‌ها همانند گزارش دولتشاه سمرقندی نیز موجود است که بر اساس آن عبدالله بن طاهر فرمانی مبنی بر نابودی کتاب وامِق و عَذرا و دیگر آثار ایرانی صادر کرده است که این گزارش توسط محققین امروزی همچون باسْوِرثْ و زرین‌کوب سخت مورد تردید و انکار قرار گرفته است اما در مقابل، کسانی همچون مَهدویان صحت این گزارش را با توجه به شرایط دشوار طاهریان برای پیراستن هر نوع شائبه تمایلات ملی افراط‌گرایانه از خویشتن و همچنین حساسیت دستگاه خلافت عباسی، دور از ذهن نمی‌دانند و شخص نام‌برده نیز در همین راستا، تقابل و برخورد طاهریان با جریان‌های منتسب به فلسفه و کلام یا عدم استقبال از آنان را در محدودهٔ حکمرانی خویشتن به علت شرایط حاکم بر دستگاه خلافت عباسی و جهان اهل سنت که با اینگونه عقاید مخالف بودند، بیان می‌دارد و تلاش طاهریان را در جهت حفظ موازنه بین تمایلات ایرانی و عربی در امور فرهنگی می‌داند. اگرچه تلاش حاکمان طاهری به ویژه جدیت عبدالله بن طاهر در زمینهٔ گسترش علم، در اقبال تدریجی طبقات مختلف به فراگیری فلسفه و کلام بی تأثیر نبود. تأسیس کتابخانه‌های جدید نیز از دیگر عوامل مؤثر در گسترش فلسفه و کلام بود که به ویژه توسط عبدالله با تأسیس کتابخانهٔ نیشابور صورت پذیرفت و موجب جذب آثار تعداد زیادی از اندیشمندان و ادیبان و صاحبان اندیشه شد و روند و حرکتی علمی را شکل داد که حتی تا دورهٔ فرمانروایان و حکومت‌های بعدی امتداد و گسترش یافت.

## سکه‌شناسی
| نوع سکه                               | سال ضرب     | مکان ضرب | تشریح سکه |
| ------------------------------------- | ----------- | -------- | --- |
| فلس                                   | ۲۲۴ قمری    | خوارزم   | متن رو: لا اله الا الله، وحده لا شریک له، امر بضربه بخوارزم عبدالله بن طاهر سنه اربع و عشرین و مائتین/ متن پشت: محمد رسول‌الله، صلی الله علیه و سلم                                                    |
| فلس با نام محمد بن یحیی               | -           | -        | متن رو: لا اله الا الله، وحده لا شریک له، محمد بن یحیی/ متن پشت: محمد رسول‌الله، الامیر عبدالله بن طاهر                                                                                                |
| فلس با نام امیر میکائیل و حسن بن محمد | ۲۲۴–۳۰ قمری | -        | بر روی سکه نام عبدالله بن طاهر ذکر نشده و نام امیر میکائیل به عنوان «مولی طاهر بن عبدالله» آمده و همچنین نام حسن بن محمد نیز ذکر شده است. بر روی سکهٔ مضروب در سال ۲۲۸ قمری، تصویر اسبی نیز موجود است. |

## فرزندان عبدالله
عبدالله بن طاهر دارای ده پسر بود که در ادامه ذکر خواهد شد و علاوه بر آن، برخی از فرزندان وی در کودکی وفات یافتند که شاعران برای تسکین خاطر عبدالله، اشعاری را در این زمینه سرودند.
- محمد که حکومت بغداد را در سال ۲۳۷ ه‍.ق/ ۸۵۱ م بر عهده گرفت.
- عبیدالله که از شعرای بزرگ عصر خویش بود و در سال ۳۰۰ ه‍.ق/ ۹۱۲ م وفات یافت.
- مصعب که در سال ۲۵۸ ه‍.ق/ ۸۷۱ م در بادغیس حضور داشته است.
- حسین که در سال ۲۴۸ ه‍.ق/ ۸۶۲ م در هرات سکونت داشته است.
- طاهر که در سال ۲۳۰ ه‍.ق/ ۸۴۴ م با مرگ پدر، حکومت را در دست گرفت و در سال ۲۴۸ ه‍.ق/ ۸۶۲ م وفات یافت.
- طلحه
- سلیمان که حکومت بغداد را در سال ۲۵۵ ه‍.ق/ ۸۶۸ م بر عهده گرفت.
- احمد
- ابوالعباس عبدالعزیز که شاعر بود و شابشتی، روایتی را از او نقل کرده است.
- علی که به روایت تاریخ جرجان، در جرجان درگذشت و جنازهٔ وی برای تدفین در مقبرهٔ خانوادگی طاهریان، به خراسان حمل شد.[۱۵۹]

## منبع‌شناسی
منابع مربوط مربوط به عهد طاهریان را می‌توان به چند گروه تقسیم کرد.